# Населённые пункты Вологодской области в районах (от Т до Я)
Населённые пункты Вологодской области в районах (от Т от Я)
Численность населения сельских населённых пунктов приведена по данным переписи населения 2010 года, численность населения городских населённых пунктов (посёлков городского типа (рабочих посёлков) и городов) — по данным переписи по состоянию на 1 октября 2023 года.

## Районы

### Тарногский
| №   | Населённый пункт          | Тип     | Население |
| --- | ------------------------- | ------- | --------- |
| 1   | Агапитовская              | деревня | 6         |
| 2   | Айга                      | посёлок | 232       |
| 3   | Аксютинская               | деревня | 3         |
| 4   | Акуловская                | деревня | 6         |
| 5   | Александровская           | деревня | 21        |
| 6   | Алферовская               | деревня | 21        |
| 7   | Алферовская               | деревня | 6         |
| 8   | Ананьевская               | деревня | 0         |
| 9   | Андреевская               | деревня | 75        |
| 10  | Аносовская                | деревня | 11        |
| 11  | Антипинская               | деревня | 7         |
| 12  | Антипинская               | деревня | 66        |
| 13  | Анциферовская             | деревня | 0         |
| 14  | Афанасьевская             | деревня | 18        |
| 15  | Афанасьевская             | деревня | 120       |
| 16  | Афоновская                | деревня | 129       |
| 17  | Баклановская              | деревня | 8         |
| 18  | Баклановская              | деревня | 17        |
| 19  | Баранская                 | деревня | 12        |
| 20  | Барышевская               | деревня | 4         |
| 21  | Башевская                 | деревня | 34        |
| 22  | Беляевская                | деревня | 4         |
| 23  | Березник                  | деревня | 6         |
| 24  | Бовытинская               | деревня | 0         |
| 25  | Борисовская               | деревня | 0         |
| 26  | Борок                     | деревня | 4         |
| 27  | Боярская                  | деревня | 3         |
| 28  | Будринская                | деревня | 28        |
| 29  | Будринская-1              | деревня | 3         |
| 30  | Булдачевская              | деревня | 0         |
| 31  | Бурцевская                | деревня | 4         |
| 32  | Ваневская                 | деревня | 13        |
| 33  | Васютинская               | деревня | 0         |
| 34  | Великая                   | деревня | 26        |
| 35  | Великое                   | деревня | 0         |
| 36  | Веригино                  | деревня | 77        |
| 37  | Верхнее Буково            | деревня | 0         |
| 38  | Верхнекокшеньгский Погост | село    | 54        |
| 39  | Верхнепаунинская          | деревня | 18        |
| 40  | Верховский Погост         | село    | 52        |
| 41  | Видерниковская            | деревня | 7         |
| 42  | Власьевская               | деревня | 60        |
| 43  | Власьевская               | деревня | 5         |
| 44  | Володинская               | деревня | 28        |
| 45  | Воронинская               | деревня | 3         |
| 46  | Вощар                     | посёлок | 194       |
| 47  | Вязутинская               | деревня | 0         |
| 48  | Гавриловская              | деревня | 19        |
| 49  | Гольчевская               | деревня | 23        |
| 50  | Горка                     | деревня | 6         |
| 51  | Горка                     | деревня | 22        |
| 52  | Горяевская                | деревня | 54        |
| 53  | Грибовская                | деревня | 17        |
| 54  | Григорьевская             | деревня | 7         |
| 55  | Гусиха                    | деревня | 15        |
| 56  | Давыдовская               | деревня | 0         |
| 57  | Дементьевская             | деревня | 19        |
| 58  | Демидовская               | деревня | 47        |
| 59  | Денисовская               | деревня | 95        |
| 60  | Дор                       | деревня | 0         |
| 61  | Дор-Сухонский             | деревня | 0         |
| 62  | Доронинская               | деревня | 20        |
| 63  | Дуброва                   | деревня | 0         |
| 64  | Дуброва                   | деревня | 16        |
| 65  | Дубровская                | деревня |           |
| 66  | Дурневская                | деревня | 6         |
| 67  | Евсеевская                | деревня | 27        |
| 68  | Едовинская                | деревня | 11        |
| 69  | Елифановская              | деревня | 12        |
| 70  | Елифановская Выставка     | деревня | 0         |
| 71  | Емельяновская             | деревня | 9         |
| 72  | Епифановская              | деревня | 0         |
| 73  | Ермаковская               | деревня | 3         |
| 74  | Ефимовская                | деревня | 53        |
| 75  | Жуковская                 | деревня | 3         |
| 76  | Жуковская                 | деревня | 0         |
| 77  | Заречье                   | деревня | 3         |
| 78  | Заречье                   | деревня | 332       |
| 79  | Ивановская                | деревня | 9         |
| 80  | Игнатовская               | деревня | 40        |
| 81  | Игумновская               | деревня | 236       |
| 82  | Илезский Погост           | село    | 102       |
| 83  | Ильинская                 | деревня | 26        |
| 84  | Исаинская                 | деревня | 0         |
| 85  | Исаковская                | деревня | 55        |
| 86  | Калугинская               | деревня | 0         |
| 87  | Каплинская                | деревня | 100       |
| 88  | Карелинская-2             | деревня | 11        |
| 89  | Карповская                | деревня | 20        |
| 90  | Карчевская                | деревня | 9         |
| 91  | Катеринино                | деревня | 30        |
| 92  | Квашнинская               | деревня | 8         |
| 93  | Кичигинская               | деревня | 7         |
| 94  | Киянская                  | деревня | 8         |
| 95  | Клевцовская               | деревня | 7         |
| 96  | Кленовая                  | деревня | 41        |
| 97  | Климово                   | деревня | 11        |
| 98  | Коврижинская              | деревня | 8         |
| 99  | Кожевниковская            | деревня | 11        |
| 100 | Кокориха                  | деревня | 24        |
| 101 | Конашевская               | деревня | 0         |
| 102 | Конец                     | деревня | 4         |
| 103 | Конец                     | деревня | 14        |
| 104 | Конторка                  | посёлок | 111       |
| 105 | Коротковская              | деревня | 17        |
| 106 | Корчажинская              | деревня | 45        |
| 107 | Костаиха                  | деревня | 56        |
| 108 | Красное                   | село    | 403       |
| 109 | Кремлево                  | деревня | 57        |
| 110 | Кривошеинская             | деревня | 16        |
| 111 | Криуля                    | деревня | 26        |
| 112 | Кротовская                | деревня | 3         |
| 113 | Кузнецовская              | деревня | 4         |
| 114 | Кузнецовская              | деревня | 5         |
| 115 | Кузьминская               | деревня | 28        |
| 116 | Кузьминская               | деревня | 24        |
| 117 | Кузьминская               | деревня | 0         |
| 118 | Кузьминская               | деревня | 7         |
| 119 | Куревино                  | деревня | 0         |
| 120 | Курковская                | деревня | 27        |
| 121 | Лукинская                 | деревня | 33        |
| 122 | Лыгинская                 | деревня | 6         |
| 123 | Лычная                    | деревня | 5         |
| 124 | Ляпинская                 | деревня | 0         |
| 125 | Макаровская               | деревня | 90        |
| 126 | Макаровская               | деревня | 0         |
| 127 | Макаровская               | деревня | 8         |
| 128 | Маклинская                | деревня | 55        |
| 129 | Малаховский Бор           | посёлок | 9         |
| 130 | Малыгинская               | деревня | 0         |
| 131 | Мальчевская               | деревня | 43        |
| 132 | Манюковская               | деревня | 23        |
| 133 | Марачевская               | деревня | 0         |
| 134 | Мартьяновская             | деревня | 12        |
| 135 | Матвеевская               | деревня | 21        |
| 136 | Маурниковская             | деревня | 7         |
| 137 | Милогорская               | деревня | 11        |
| 138 | Митинская                 | деревня | 7         |
| 139 | Митрошинская              | деревня | 7         |
| 140 | Михайловская              | деревня | 22        |
| 141 | Михалиха                  | деревня | 0         |
| 142 | Михеевская                | деревня | 8         |
| 143 | Мичуровская               | деревня | 33        |
| 144 | Монастырская              | деревня | 0         |
| 145 | Наумовская                | деревня | 9         |
| 146 | Наумовская                | деревня | 80        |
| 147 | Нестериха                 | деревня | 3         |
| 148 | Нефедовская               | деревня | 13        |
| 149 | Нижнепаунинская           | деревня | 83        |
| 150 | Никитиха                  | деревня | 10        |
| 151 | Никифоровская             | деревня | 133       |
| 152 | Николаевская              | деревня | 174       |
| 153 | Никоновская               | деревня | 25        |
| 154 | Новгородовская            | деревня | 18        |
| 155 | Обуховская                | деревня | 0         |
| 156 | Овсянниковская            | деревня | 3         |
| 157 | Огудалово                 | деревня | 19        |
| 158 | Огудалово                 | деревня | 11        |
| 159 | Ожигинская                | деревня | 0         |
| 160 | Окатовская                | деревня | 12        |
| 161 | Окуловская                | деревня | 72        |
| 162 | Олискино                  | деревня | 0         |
| 163 | Олиховская                | деревня | 0         |
| 164 | Осташевская               | деревня | 4         |
| 165 | Павловская                | деревня | 10        |
| 166 | Павловская                | деревня | 0         |
| 167 | Павломатвеевская          | деревня | 5         |
| 168 | Палкинская                | деревня | 0         |
| 169 | Пар                       | деревня | 0         |
| 170 | Паровская                 | деревня | 0         |
| 171 | Патракеевская             | деревня | 29        |
| 172 | Пахотино                  | деревня | 0         |
| 173 | Першинская                | деревня | 0         |
| 174 | Першинская-1              | деревня | 38        |
| 175 | Першинская-2              | деревня | 0         |
| 176 | Пестеревская              | деревня | 0         |
| 177 | Петряевская               | деревня | 0         |
| 178 | Плошиловская              | деревня | 32        |
| 179 | Погоняевская              | деревня | 76        |
| 180 | Подволочная               | деревня | 0         |
| 181 | Подволочная               | деревня | 0         |
| 182 | Подгорная                 | деревня | 6         |
| 183 | Подгорная                 | деревня | 3         |
| 184 | Поминовская               | деревня | 0         |
| 185 | Попчевская                | деревня | 0         |
| 186 | Поспеловская              | деревня | 29        |
| 187 | Поцкий Погост             | село    | 0         |
| 188 | Прокопьевская             | деревня | 5         |
| 189 | Проневская                | деревня | 61        |
| 190 | Пусточертаково            | деревня | 0         |
| 191 | Пятовская                 | деревня | 16        |
| 192 | Раменье                   | деревня | 61        |
| 193 | Регишевская               | деревня | 46        |
| 194 | Ромашевский Погост        | село    | 104       |
| 195 | Рудновская                | деревня | 35        |
| 196 | Рыкаловская               | деревня | 0         |
| 197 | Рылковская                | деревня | 41        |
| 198 | Савинская                 | деревня | 0         |
| 199 | Самсоновская              | деревня | 27        |
| 200 | Свердловская              | деревня | 20        |
| 201 | Сверчковская              | деревня | 36        |
| 202 | Семеновская               | деревня | 39        |
| 203 | Семичаевская              | деревня | 0         |
| 204 | Сенюковская               | деревня | 6         |
| 205 | Сергиевская               | деревня | 99        |
| 206 | Силивановская             | деревня | 10        |
| 207 | Синяковская               | деревня | 4         |
| 208 | Слободинская              | деревня | 41        |
| 209 | Слободка                  | деревня | 15        |
| 210 | Слуда                     | деревня | 306       |
| 211 | Слудка                    | деревня | 0         |
| 212 | Сметанино                 | деревня | 24        |
| 213 | Спасский Погост           | село    | 174       |
| 214 | Старый Двор               | деревня | 68        |
| 215 | Степановская              | деревня | 13        |
| 216 | Степушино                 | деревня | 0         |
| 217 | Стрелица                  | деревня | 0         |
| 218 | Струково                  | деревня | 22        |
| 219 | Стуловская                | деревня | 0         |
| 220 | Тарасовская               | деревня | 3         |
| 221 | Тарногский Городок        | село    | 4927      |
| 222 | Терентьевская             | деревня | 0         |
| 223 | Тимонинская               | деревня | 0         |
| 224 | Тимошинская               | деревня | 69        |
| 225 | Тиуновская                | деревня | 34        |
| 226 | Труфаниха                 | деревня | 0         |
| 227 | Тырлынинская              | деревня | 23        |
| 228 | Тюприха                   | деревня | 85        |
| 229 | Тюрдинская                | деревня | 12        |
| 230 | Фатьяново                 | деревня | 63        |
| 231 | Федневская                | деревня | 10        |
| 232 | Федотовская               | деревня | 0         |
| 233 | Федюковская               | деревня | 0         |
| 234 | Феофилатовская            | деревня | 9         |
| 235 | Филимоновская             | деревня | 55        |
| 236 | Филистевская              | деревня | 0         |
| 237 | Харитоновская             | деревня | 8         |
| 238 | Хом                       | деревня | 103       |
| 239 | Целковская                | деревня | 20        |
| 240 | Цибунинская               | деревня | 14        |
| 241 | Черепаниха                | деревня | 12        |
| 242 | Черняково                 | деревня | 5         |
| 243 | Чернятинская              | деревня | 0         |
| 244 | Чисть                     | деревня | 0         |
| 245 | Шалимовская               | деревня | 8         |
| 246 | Шалимовская               | деревня | 11        |
| 247 | Шебеньгский Погост        | село    | 126       |
| 248 | Шевелевская               | деревня | 35        |
| 249 | Шевелевская               | деревня | 21        |
| 250 | Шеловская                 | деревня | 26        |
| 251 | Шершуковская              | деревня | 0         |
| 252 | Шкулевская                | деревня | 36        |
| 253 | Югра                      | деревня | 17        |
| 254 | Якинская                  | деревня | 5         |
| 255 | Якурино                   | деревня | 12        |
| 256 | Якушевская                | деревня | 19        |
| 257 | Яринская                  | деревня | 42        |
| 258 | Ярыгино                   | деревня | 4         |
| 259 | Яфановская                | деревня | 3         |

### Тотемский
В состав Тотемского муниципального района входят населённые пункты Тотемского района, а также 2 населённых пункта Грязовецкого района (посёлки Гремячий и Карица).
| №   | Населённый пункт    | Тип      | Население |
| --- | ------------------- | -------- | --------- |
| 1   | Аникин Починок      | деревня  | 16        |
| 2   | Антушева Гора       | деревня  | 4         |
| 3   | Антушево            | деревня  | 5         |
| 4   | Бережок             | деревня  | 17        |
| 5   | Бобровица           | деревня  | 3         |
| 6   | Большая Семёновская | деревня  | 25        |
| 7   | Большой Горох       | деревня  | 40        |
| 8   | Бор                 | деревня  | 210       |
| 9   | Боярское            | деревня  | 12        |
| 10  | Боярское            | деревня  | 0         |
| 11  | Брагинская          | деревня  | 35        |
| 12  | Быково              | деревня  | 57        |
| 13  | Варницы             | деревня  | 904       |
| 14  | Ваулово             | деревня  | 8         |
| 15  | Великий Двор        | деревня  | 236       |
| 16  | Великий Двор        | деревня  | 8         |
| 17  | Великий Двор        | деревня  | 0         |
| 18  | Вершининская        | деревня  | 8         |
| 19  | Внуково             | деревня  | 22        |
| 20  | Внуково             | хутор    | 3         |
| 21  | Ворлыгино           | деревня  | 27        |
| 22  | Воронино            | деревня  | 22        |
| 23  | Воротишна           | деревня  | 9         |
| 24  | Выдрино             | деревня  | 68        |
| 25  | Гавшино             | деревня  | 0         |
| 26  | Гагариха            | деревня  | 0         |
| 27  | Галицкая            | деревня  | 80        |
| 28  | Галкино             | деревня  | 0         |
| 29  | Глубокое            | посёлок  | 187       |
| 30  | Голебатово          | деревня  | 97        |
| 31  | Гора                | деревня  | 0         |
| 32  | Горбенцово          | деревня  | 74        |
| 33  | Горелая             | деревня  | 0         |
| 34  | Горка               | деревня  | 11        |
| 35  | Горка               | деревня  | 0         |
| 36  | Гридинская          | деревня  | 11        |
| 37  | Гридинская          | деревня  | 6         |
| 38  | Давыдиха            | деревня  | 19        |
| 39  | Давыдково           | деревня  | 0         |
| 40  | Данилов Починок     | деревня  | 96        |
| 41  | Десятина            | местечко | 32        |
| 42  | Дор                 | деревня  | 0         |
| 43  | Дягилево            | деревня  | 5         |
| 44  | Екимиха             | деревня  | 23        |
| 45  | Ермолица            | деревня  | 5         |
| 46  | Жаровский Погост    | деревня  | 0         |
| 47  | Жилино              | деревня  | 11        |
| 48  | Заборная            | деревня  | 0         |
| 49  | Задняя              | деревня  | 441       |
| 50  | Зайцево             | деревня  | 0         |
| 51  | Залесье             | деревня  | 0         |
| 52  | Залесье             | деревня  | 54        |
| 53  | Запольная           | деревня  | 7         |
| 54  | Захаровская         | деревня  | 0         |
| 55  | Зуиха               | деревня  | 0         |
| 56  | Зыков Конец         | деревня  | 10        |
| 57  | Ивакино             | деревня  | 36        |
| 58  | Ивановская          | деревня  | 17        |
| 59  | Ивойлово            | деревня  | 12        |
| 60  | Игначево            | деревня  | 6         |
| 61  | Илюхинская          | деревня  | 0         |
| 62  | Исаево              | деревня  | 13        |
| 63  | Исаево              | деревня  | 27        |
| 64  | Исаково             | деревня  | 11        |
| 65  | Калининское         | деревня  | 19        |
| 66  | Камешкурье          | деревня  | 11        |
| 67  | Камчуга             | деревня  | 0         |
| 68  | Камчуга             | посёлок  | 534       |
| 69  | Кашинское           | деревня  | 10        |
| 70  | Климовская          | деревня  | 44        |
| 71  | Климовское          | деревня  | 0         |
| 72  | Княжая              | деревня  | 5         |
| 73  | Княжиха             | деревня  | 117       |
| 74  | Кожинская           | деревня  | 4         |
| 75  | Козловка            | деревня  | 8         |
| 76  | Колупаиха           | деревня  | 0         |
| 77  | Комарица            | деревня  | 0         |
| 78  | Кондратьевская      | деревня  | 3         |
| 79  | Концевская          | деревня  | 0         |
| 80  | Конюховская         | деревня  | 0         |
| 81  | Кормакино           | деревня  | 26        |
| 82  | Коровинская         | деревня  | 16        |
| 83  | Косновица           | деревня  | 0         |
| 84  | Котельное           | посёлок  | 43        |
| 85  | Коченьга            | деревня  | 21        |
| 86  | Красное             | село     | 29        |
| 87  | Красный Бор         | посёлок  | 169       |
| 88  | Крутая Осыпь        | посёлок  | 181       |
| 89  | Кудринская          | деревня  | 287       |
| 90  | Куземкино           | деревня  | 0         |
| 91  | Кузнечиха           | деревня  | 0         |
| 92  | Леваш               | деревня  | 5         |
| 93  | Левинское           | деревня  | 7         |
| 94  | Ленино              | деревня  | 13        |
| 95  | Лесниково           | деревня  | 8         |
| 96  | Лобаниха            | деревня  | 4         |
| 97  | Лобаново            | деревня  | 0         |
| 98  | Лодыгино            | деревня  | 3         |
| 99  | Лось                | деревня  | 0         |
| 100 | Лукинская           | деревня  | 3         |
| 101 | Лунево              | деревня  | 0         |
| 102 | Лучкино             | деревня  | 0         |
| 103 | Любавчиха           | деревня  | 0         |
| 104 | Максимовская        | деревня  | 0         |
| 105 | Малая Поповская     | деревня  | 47        |
| 106 | Малая Семёновская   | деревня  | 0         |
| 107 | Маныловица          | деревня  | 93        |
| 108 | Манылово            | деревня  | 38        |
| 109 | Маныловский Погост  | деревня  | 32        |
| 110 | Маринская           | деревня  | 0         |
| 111 | Мартыновская        | деревня  | 0         |
| 112 | Маслиха             | деревня  | 4         |
| 113 | Матвеево            | деревня  | 182       |
| 114 | Медведево           | деревня  | 144       |
| 115 | Мелешово            | деревня  | 0         |
| 116 | Михайловка          | посёлок  | 153       |
| 117 | Мишуково            | деревня  | 20        |
| 118 | Молоково            | деревня  | 0         |
| 119 | Мосеево             | деревня  | 282       |
| 120 | Мосеево             | деревня  | 10        |
| 121 | Мыс                 | деревня  | 17        |
| 122 | Неклюдиха           | деревня  | 0         |
| 123 | Нелюбино            | деревня  | 14        |
| 124 | Нефедиха            | деревня  | 3         |
| 125 | Нефедьево           | деревня  | 0         |
| 126 | Нижняя Печеньга     | деревня  | 21        |
| 127 | Никитин Починок     | деревня  | 9         |
| 128 | Никитинская         | деревня  | 0         |
| 129 | Никольское          | село     | 420       |
| 130 | Октябрьский         | посёлок  | 139       |
| 131 | Орловка             | деревня  | 0         |
| 132 | Осовая              | деревня  | 24        |
| 133 | Останинская         | деревня  | 0         |
| 134 | Останинская         | деревня  | 4         |
| 135 | Павловская          | деревня  | 3         |
| 136 | Паново              | деревня  | 27        |
| 137 | Пахтусово           | деревня  | 4         |
| 138 | Пелевиха            | деревня  | 28        |
| 139 | Первомайский        | посёлок  | 57        |
| 140 | Петрилово           | деревня  | 84        |
| 141 | Петрищева Гора      | деревня  | 24        |
| 142 | Петухово            | деревня  | 0         |
| 143 | Погорелово          | деревня  | 502       |
| 144 | Погост              | деревня  | 83        |
| 145 | Подгорная           | деревня  | 0         |
| 146 | Подлипное           | деревня  | 19        |
| 147 | Поповская           | деревня  | 8         |
| 148 | Мясокомбината       | посёлок  | 154       |
| 149 | Предтеча            | деревня  | 4         |
| 150 | Притыкино           | деревня  | 6         |
| 151 | Пузовка             | деревня  | 5         |
| 152 | Пустошь             | деревня  | 3         |
| 153 | Пятовская           | деревня  | 88        |
| 154 | Радчино             | деревня  | 11        |
| 155 | Родионово           | деревня  | 0         |
| 156 | Родная              | деревня  | 0         |
| 157 | Рязанка             | деревня  | 15        |
| 158 | Савино              | деревня  | 144       |
| 159 | Сафониха            | деревня  | 0         |
| 160 | Светица             | деревня  | 4         |
| 161 | Село                | деревня  | 41        |
| 162 | Село                | деревня  | 5         |
| 163 | Семенково           | деревня  | 6         |
| 164 | Семёновская         | деревня  | 0         |
| 165 | Сергеево            | деревня  | 20        |
| 166 | Середская           | деревня  | 96        |
| 167 | Синяково            | деревня  | 0         |
| 168 | Сластничиха         | деревня  | 5         |
| 169 | Слобода             | деревня  | 7         |
| 170 | Слуда               | деревня  | 6         |
| 171 | Снежурово           | деревня  | 7         |
| 172 | Советский           | посёлок  | 1332      |
| 173 | Совинская           | деревня  | 6         |
| 174 | Соколово            | деревня  | 11        |
| 175 | Сродино             | деревня  | 23        |
| 176 | Суровцово           | деревня  | 0         |
| 177 | Таборы              | деревня  | 16        |
| 178 | Текстильщики        | посёлок  | 653       |
| 179 | Тельпино            | деревня  | 11        |
| 180 | Терентьевская       | деревня  | 0         |
| 181 | Тихониха            | деревня  | 0         |
| 182 | Топориха            | деревня  | 19        |
| 183 | Тотьма              | город    | 8647      |
| 184 | Трызново            | деревня  | 4         |
| 185 | Уваровская          | деревня  | 0         |
| 186 | Углицкая            | деревня  | 28        |
| 187 | Угрюмовская         | деревня  | 0         |
| 188 | Успенье             | село     | 221       |
| 189 | Усть-Еденьга        | посёлок  | 175       |
| 190 | Усть-Царева         | посёлок  | 26        |
| 191 | Устье               | деревня  | 225       |
| 192 | Ухтанга             | деревня  | 4         |
| 193 | Фатьянка            | деревня  | 0         |
| 194 | Федоровская         | деревня  | 19        |
| 195 | Федотово            | деревня  | 14        |
| 196 | Филино              | деревня  | 0         |
| 197 | Филинская           | деревня  | 0         |
| 198 | Филинская           | деревня  | 12        |
| 199 | Филяково            | деревня  | 0         |
| 200 | Фоминская           | деревня  | 18        |
| 201 | Фоминское           | деревня  | 104       |
| 202 | Френиха             | деревня  | 0         |
| 203 | Фролово             | деревня  | 14        |
| 204 | Холкин Конец        | деревня  | 0         |
| 205 | Хреново             | деревня  | 0         |
| 206 | Царева              | посёлок  | 439       |
| 207 | Чаловская           | деревня  | 4         |
| 208 | Часовное            | деревня  | 10        |
| 209 | Черепаниха          | деревня  | 17        |
| 210 | Черняково           | деревня  | 301       |
| 211 | Чоботово            | деревня  | 17        |
| 212 | Чуриловка           | посёлок  | 266       |
| 213 | Шулево              | деревня  | 3         |
| 214 | Шульгино            | деревня  | 0         |
| 215 | Юбилейный           | посёлок  | 1772      |
| 216 | Юренино             | деревня  | 14        |
| 217 | Якуниха             | деревня  | 42        |
| 218 | Ярцево              | деревня  | 9         |

### Усть-Кубинский
| №   | Населённый пункт   | Тип     | Население                                                                                  |
| --- | ------------------ | ------- | ------------------------------------------------------------------------------------------ |
| 1   | Абрамовское        | деревня | 0                                                                                          |
| 2   | Авдеево            | деревня | 3                                                                                          |
| 3   | Алюненская         | деревня | 0                                                                                          |
| 4   | Ананиха            | деревня | 0                                                                                          |
| 5   | Ананьино           | деревня | 0                                                                                          |
| 6   | Андреевская        | деревня | 11                                                                                         |
| 7   | Андреевское        | деревня | 0                                                                                          |
| 8   | Антропиха          | деревня | 8                                                                                          |
| 9   | Анциферовская      | деревня | 0                                                                                          |
| 10  | Аристово           | деревня | 0                                                                                          |
| 11  | Афанасовская       | деревня | 70                                                                                         |
| 12  | Бакрылово          | деревня | 13                                                                                         |
| 13  | Белавино           | деревня | 0                                                                                          |
| 14  | Белавино           | деревня | 0                                                                                          |
| 15  | Беловская          | деревня | 0                                                                                          |
| 16  | Бережное           | село    | 675                                                                                        |
| 17  | Богородское        | село    | 228                                                                                        |
| 18  | Богослово          | село    | 56                                                                                         |
| 19  | Большая            | деревня | 0                                                                                          |
| 20  | Большая Верхотина  | деревня | 3                                                                                          |
| 21  | Большое Лыскарево  | деревня | Получено слишком много сущностей из Викиданные. Количество загруженных сущностей: 500/500. |
| 22  | Бор                | деревня | Получено слишком много сущностей из Викиданные. Количество загруженных сущностей: 500/500. |
| 23  | Борисково          | деревня | Получено слишком много сущностей из Викиданные. Количество загруженных сущностей: 500/500. |
| 24  | Боярское           | деревня | Получено слишком много сущностей из Викиданные. Количество загруженных сущностей: 500/500. |
| 25  | Бурдуково          | деревня | Получено слишком много сущностей из Викиданные. Количество загруженных сущностей: 500/500. |
| 26  | Бурмасово          | деревня | Получено слишком много сущностей из Викиданные. Количество загруженных сущностей: 500/500. |
| 27  | Бурцево            | деревня | Получено слишком много сущностей из Викиданные. Количество загруженных сущностей: 500/500. |
| 28  | Васюткино          | деревня | Получено слишком много сущностей из Викиданные. Количество загруженных сущностей: 500/500. |
| 29  | Вельцево           | деревня | Получено слишком много сущностей из Викиданные. Количество загруженных сущностей: 500/500. |
| 30  | Вечеслово          | деревня | Получено слишком много сущностей из Викиданные. Количество загруженных сущностей: 500/500. |
| 31  | Вичаги             | деревня | Получено слишком много сущностей из Викиданные. Количество загруженных сущностей: 500/500. |
| 32  | Власьево           | деревня | Получено слишком много сущностей из Викиданные. Количество загруженных сущностей: 500/500. |
| 33  | Волосово           | деревня | Получено слишком много сущностей из Викиданные. Количество загруженных сущностей: 500/500. |
| 34  | Воронино           | посёлок | Получено слишком много сущностей из Викиданные. Количество загруженных сущностей: 500/500. |
| 35  | Вороново           | деревня | Получено слишком много сущностей из Викиданные. Количество загруженных сущностей: 500/500. |
| 36  | Вороновская        | деревня | Получено слишком много сущностей из Викиданные. Количество загруженных сущностей: 500/500. |
| 37  | Высокое            | посёлок | Получено слишком много сущностей из Викиданные. Количество загруженных сущностей: 500/500. |
| 38  | Гляденово          | деревня | Получено слишком много сущностей из Викиданные. Количество загруженных сущностей: 500/500. |
| 39  | Голенинская        | деревня | Получено слишком много сущностей из Викиданные. Количество загруженных сущностей: 500/500. |
| 40  | Гоманиха           | деревня | Получено слишком много сущностей из Викиданные. Количество загруженных сущностей: 500/500. |
| 41  | Гора               | деревня | Получено слишком много сущностей из Викиданные. Количество загруженных сущностей: 500/500. |
| 42  | Горбово            | деревня | Получено слишком много сущностей из Викиданные. Количество загруженных сущностей: 500/500. |
| 43  | Горка              | деревня | Получено слишком много сущностей из Викиданные. Количество загруженных сущностей: 500/500. |
| 44  | Горка              | деревня | Получено слишком много сущностей из Викиданные. Количество загруженных сущностей: 500/500. |
| 45  | Горка-1            | деревня | Получено слишком много сущностей из Викиданные. Количество загруженных сущностей: 500/500. |
| 46  | Горка-2            | деревня | Получено слишком много сущностей из Викиданные. Количество загруженных сущностей: 500/500. |
| 47  | Горшково           | деревня | Получено слишком много сущностей из Викиданные. Количество загруженных сущностей: 500/500. |
| 48  | Гризино            | деревня | Получено слишком много сущностей из Викиданные. Количество загруженных сущностей: 500/500. |
| 49  | Гульево            | деревня | Получено слишком много сущностей из Викиданные. Количество загруженных сущностей: 500/500. |
| 50  | Давыдовская        | деревня | Получено слишком много сущностей из Викиданные. Количество загруженных сущностей: 500/500. |
| 51  | Дешевиха           | деревня | Получено слишком много сущностей из Викиданные. Количество загруженных сущностей: 500/500. |
| 52  | Дмитриево          | деревня | Получено слишком много сущностей из Викиданные. Количество загруженных сущностей: 500/500. |
| 53  | Дмитриевская       | деревня | Получено слишком много сущностей из Викиданные. Количество загруженных сущностей: 500/500. |
| 54  | Дор                | деревня | Получено слишком много сущностей из Викиданные. Количество загруженных сущностей: 500/500. |
| 55  | Езово              | деревня | Получено слишком много сущностей из Викиданные. Количество загруженных сущностей: 500/500. |
| 56  | Елизарово          | деревня | Получено слишком много сущностей из Викиданные. Количество загруженных сущностей: 500/500. |
| 57  | Ельцино            | деревня | Получено слишком много сущностей из Викиданные. Количество загруженных сущностей: 500/500. |
| 58  | Ерино              | деревня | Получено слишком много сущностей из Викиданные. Количество загруженных сущностей: 500/500. |
| 59  | Ермолино           | деревня | Получено слишком много сущностей из Викиданные. Количество загруженных сущностей: 500/500. |
| 60  | Ермолинская        | деревня | Получено слишком много сущностей из Викиданные. Количество загруженных сущностей: 500/500. |
| 61  | Ждановская         | деревня | Получено слишком много сущностей из Викиданные. Количество загруженных сущностей: 500/500. |
| 62  | Желудково          | деревня | Получено слишком много сущностей из Викиданные. Количество загруженных сущностей: 500/500. |
| 63  | Житнихино          | деревня | Получено слишком много сущностей из Викиданные. Количество загруженных сущностей: 500/500. |
| 64  | Жуково             | деревня | Получено слишком много сущностей из Викиданные. Количество загруженных сущностей: 500/500. |
| 65  | Заборье            | деревня | Получено слишком много сущностей из Викиданные. Количество загруженных сущностей: 500/500. |
| 66  | Заднее             | село    | Получено слишком много сущностей из Викиданные. Количество загруженных сущностей: 500/500. |
| 67  | Залесье            | деревня | Получено слишком много сущностей из Викиданные. Количество загруженных сущностей: 500/500. |
| 68  | Залесье            | деревня | Получено слишком много сущностей из Викиданные. Количество загруженных сущностей: 500/500. |
| 69  | Залужье            | деревня | Получено слишком много сущностей из Викиданные. Количество загруженных сущностей: 500/500. |
| 70  | Зеленово           | деревня | Получено слишком много сущностей из Викиданные. Количество загруженных сущностей: 500/500. |
| 71  | Зиновское          | деревня | Получено слишком много сущностей из Викиданные. Количество загруженных сущностей: 500/500. |
| 72  | Зубарево           | деревня | Получено слишком много сущностей из Викиданные. Количество загруженных сущностей: 500/500. |
| 73  | Ивакино            | деревня | Получено слишком много сущностей из Викиданные. Количество загруженных сущностей: 500/500. |
| 74  | Ивановская         | деревня | Получено слишком много сущностей из Викиданные. Количество загруженных сущностей: 500/500. |
| 75  | Ивановское         | деревня | Получено слишком много сущностей из Викиданные. Количество загруженных сущностей: 500/500. |
| 76  | Ивановское         | деревня | Получено слишком много сущностей из Викиданные. Количество загруженных сущностей: 500/500. |
| 77  | Ивановское         | деревня | Получено слишком много сущностей из Викиданные. Количество загруженных сущностей: 500/500. |
| 78  | Игнатиха           | деревня | Получено слишком много сущностей из Викиданные. Количество загруженных сущностей: 500/500. |
| 79  | Исачково           | деревня | Получено слишком много сущностей из Викиданные. Количество загруженных сущностей: 500/500. |
| 80  | Ихомово            | деревня | Получено слишком много сущностей из Викиданные. Количество загруженных сущностей: 500/500. |
| 81  | Канское            | деревня | Получено слишком много сущностей из Викиданные. Количество загруженных сущностей: 500/500. |
| 82  | Капелино           | деревня | Получено слишком много сущностей из Викиданные. Количество загруженных сущностей: 500/500. |
| 83  | Карповское         | деревня | Получено слишком много сущностей из Викиданные. Количество загруженных сущностей: 500/500. |
| 84  | Кихть              | село    | Получено слишком много сущностей из Викиданные. Количество загруженных сущностей: 500/500. |
| 85  | Климушино          | деревня | Получено слишком много сущностей из Викиданные. Количество загруженных сущностей: 500/500. |
| 86  | Климушино          | деревня | Получено слишком много сущностей из Викиданные. Количество загруженных сущностей: 500/500. |
| 87  | Клыжово            | деревня | Получено слишком много сущностей из Викиданные. Количество загруженных сущностей: 500/500. |
| 88  | Кобелево           | деревня | Получено слишком много сущностей из Викиданные. Количество загруженных сущностей: 500/500. |
| 89  | Кобылье            | деревня | Получено слишком много сущностей из Викиданные. Количество загруженных сущностей: 500/500. |
| 90  | Кокоурево          | деревня | Получено слишком много сущностей из Викиданные. Количество загруженных сущностей: 500/500. |
| 91  | Кокошеница         | деревня | Получено слишком много сущностей из Викиданные. Количество загруженных сущностей: 500/500. |
| 92  | Конаново           | деревня | Получено слишком много сущностей из Викиданные. Количество загруженных сущностей: 500/500. |
| 93  | Конь-Гора          | деревня | Получено слишком много сущностей из Викиданные. Количество загруженных сущностей: 500/500. |
| 94  | Коняевское         | деревня | Получено слишком много сущностей из Викиданные. Количество загруженных сущностей: 500/500. |
| 95  | Копчевская         | деревня | Получено слишком много сущностей из Викиданные. Количество загруженных сущностей: 500/500. |
| 96  | Коровино           | деревня | Получено слишком много сущностей из Викиданные. Количество загруженных сущностей: 500/500. |
| 97  | Королиха           | деревня | Получено слишком много сущностей из Викиданные. Количество загруженных сущностей: 500/500. |
| 98  | Костинская         | деревня | Получено слишком много сущностей из Викиданные. Количество загруженных сущностей: 500/500. |
| 99  | Кочеватик          | деревня | Получено слишком много сущностей из Викиданные. Количество загруженных сущностей: 500/500. |
| 100 | Кочурово           | деревня | Получено слишком много сущностей из Викиданные. Количество загруженных сущностей: 500/500. |
| 101 | Крылово            | деревня | Получено слишком много сущностей из Викиданные. Количество загруженных сущностей: 500/500. |
| 102 | Крюково            | деревня | Получено слишком много сущностей из Викиданные. Количество загруженных сущностей: 500/500. |
| 103 | Кузнецово          | деревня | Получено слишком много сущностей из Викиданные. Количество загруженных сущностей: 500/500. |
| 104 | Кузнецово          | деревня | Получено слишком много сущностей из Викиданные. Количество загруженных сущностей: 500/500. |
| 105 | Кузнецово          | деревня | Получено слишком много сущностей из Викиданные. Количество загруженных сущностей: 500/500. |
| 106 | Кузнецово          | деревня | Получено слишком много сущностей из Викиданные. Количество загруженных сущностей: 500/500. |
| 107 | Кузнецово          | деревня | Получено слишком много сущностей из Викиданные. Количество загруженных сущностей: 500/500. |
| 108 | Кузнецово          | деревня | Получено слишком много сущностей из Викиданные. Количество загруженных сущностей: 500/500. |
| 109 | Кузнечеевская      | деревня | Получено слишком много сущностей из Викиданные. Количество загруженных сущностей: 500/500. |
| 110 | Кузьминская        | деревня | Получено слишком много сущностей из Викиданные. Количество загруженных сущностей: 500/500. |
| 111 | Кузьминская        | деревня | Получено слишком много сущностей из Викиданные. Количество загруженных сущностей: 500/500. |
| 112 | Кузьминское        | деревня | Получено слишком много сущностей из Викиданные. Количество загруженных сущностей: 500/500. |
| 113 | Кулаково           | деревня | Получено слишком много сущностей из Викиданные. Количество загруженных сущностей: 500/500. |
| 114 | Куркинская         | деревня | Получено слишком много сущностей из Викиданные. Количество загруженных сущностей: 500/500. |
| 115 | Курьяниха          | деревня | Получено слишком много сущностей из Викиданные. Количество загруженных сущностей: 500/500. |
| 116 | Лавы               | деревня | Получено слишком много сущностей из Викиданные. Количество загруженных сущностей: 500/500. |
| 117 | Лжево              | деревня | Получено слишком много сущностей из Викиданные. Количество загруженных сущностей: 500/500. |
| 118 | Лобаново           | деревня | Получено слишком много сущностей из Викиданные. Количество загруженных сущностей: 500/500. |
| 119 | Ломово             | деревня | Получено слишком много сущностей из Викиданные. Количество загруженных сущностей: 500/500. |
| 120 | Лукачево           | деревня | Получено слишком много сущностей из Викиданные. Количество загруженных сущностей: 500/500. |
| 121 | Лыва               | деревня | Получено слишком много сущностей из Викиданные. Количество загруженных сущностей: 500/500. |
| 122 | Лысковская         | деревня | Получено слишком много сущностей из Викиданные. Количество загруженных сущностей: 500/500. |
| 123 | Лысухино           | деревня | Получено слишком много сущностей из Викиданные. Количество загруженных сущностей: 500/500. |
| 124 | Ляпшаки            | деревня | Получено слишком много сущностей из Викиданные. Количество загруженных сущностей: 500/500. |
| 125 | Макарьино          | деревня | Получено слишком много сущностей из Викиданные. Количество загруженных сущностей: 500/500. |
| 126 | Максимовская       | деревня | Получено слишком много сущностей из Викиданные. Количество загруженных сущностей: 500/500. |
| 127 | Маланьевская       | деревня | Получено слишком много сущностей из Викиданные. Количество загруженных сущностей: 500/500. |
| 128 | Малаховская        | деревня | Получено слишком много сущностей из Викиданные. Количество загруженных сущностей: 500/500. |
| 129 | Малая Верхотина    | деревня | Получено слишком много сущностей из Викиданные. Количество загруженных сущностей: 500/500. |
| 130 | Малая Гора         | деревня | Получено слишком много сущностей из Викиданные. Количество загруженных сущностей: 500/500. |
| 131 | Малое Воронино     | деревня | Получено слишком много сущностей из Викиданные. Количество загруженных сущностей: 500/500. |
| 132 | Малое Линяково     | деревня | Получено слишком много сущностей из Викиданные. Количество загруженных сущностей: 500/500. |
| 133 | Малое Лыскарево    | деревня | Получено слишком много сущностей из Викиданные. Количество загруженных сущностей: 500/500. |
| 134 | Марковская         | деревня | Получено слишком много сущностей из Викиданные. Количество загруженных сущностей: 500/500. |
| 135 | Марковская         | деревня | Получено слишком много сущностей из Викиданные. Количество загруженных сущностей: 500/500. |
| 136 | Мартьяновская      | деревня | Получено слишком много сущностей из Викиданные. Количество загруженных сущностей: 500/500. |
| 137 | Маслово            | деревня | Получено слишком много сущностей из Викиданные. Количество загруженных сущностей: 500/500. |
| 138 | Место Александрово | село    | Получено слишком много сущностей из Викиданные. Количество загруженных сущностей: 500/500. |
| 139 | Митенское          | деревня | Получено слишком много сущностей из Викиданные. Количество загруженных сущностей: 500/500. |
| 140 | Митрофаниха        | деревня | Получено слишком много сущностей из Викиданные. Количество загруженных сущностей: 500/500. |
| 141 | Михайловская       | деревня | Получено слишком много сущностей из Викиданные. Количество загруженных сущностей: 500/500. |
| 142 | Мыс                | деревня | Получено слишком много сущностей из Викиданные. Количество загруженных сущностей: 500/500. |
| 143 | Мякиленская        | деревня | Получено слишком много сущностей из Викиданные. Количество загруженных сущностей: 500/500. |
| 144 | Никитинское        | деревня | Получено слишком много сущностей из Викиданные. Количество загруженных сущностей: 500/500. |
| 145 | Никифоровская      | деревня | Получено слишком много сущностей из Викиданные. Количество загруженных сущностей: 500/500. |
| 146 | Никола-Корень      | село    | Получено слишком много сущностей из Викиданные. Количество загруженных сущностей: 500/500. |
| 147 | Никольское         | село    | Получено слишком много сущностей из Викиданные. Количество загруженных сущностей: 500/500. |
| 148 | Новое              | деревня | Получено слишком много сущностей из Викиданные. Количество загруженных сущностей: 500/500. |
| 149 | Новое              | деревня | Получено слишком много сущностей из Викиданные. Количество загруженных сущностей: 500/500. |
| 150 | Носарево           | деревня | Получено слишком много сущностей из Викиданные. Количество загруженных сущностей: 500/500. |
| 151 | Овригино           | деревня | Получено слишком много сущностей из Викиданные. Количество загруженных сущностей: 500/500. |
| 152 | Омеликово          | деревня | Получено слишком много сущностей из Викиданные. Количество загруженных сущностей: 500/500. |
| 153 | Осилково           | деревня | Получено слишком много сущностей из Викиданные. Количество загруженных сущностей: 500/500. |
| 154 | Останково          | деревня | Получено слишком много сущностей из Викиданные. Количество загруженных сущностей: 500/500. |
| 155 | Острецово          | деревня | Получено слишком много сущностей из Викиданные. Количество загруженных сущностей: 500/500. |
| 156 | Острецово          | деревня | Получено слишком много сущностей из Викиданные. Количество загруженных сущностей: 500/500. |
| 157 | Павловское         | деревня | Получено слишком много сущностей из Викиданные. Количество загруженных сущностей: 500/500. |
| 158 | Пакутино           | деревня | Получено слишком много сущностей из Викиданные. Количество загруженных сущностей: 500/500. |
| 159 | Паниха             | деревня | Получено слишком много сущностей из Викиданные. Количество загруженных сущностей: 500/500. |
| 160 | Пахотино           | деревня | Получено слишком много сущностей из Викиданные. Количество загруженных сущностей: 500/500. |
| 161 | Перхурьево         | деревня | Получено слишком много сущностей из Викиданные. Количество загруженных сущностей: 500/500. |
| 162 | Петраково          | деревня | Получено слишком много сущностей из Викиданные. Количество загруженных сущностей: 500/500. |
| 163 | Петрово            | деревня | Получено слишком много сущностей из Викиданные. Количество загруженных сущностей: 500/500. |
| 164 | Петряевская        | деревня | Получено слишком много сущностей из Викиданные. Количество загруженных сущностей: 500/500. |
| 165 | Плосково           | деревня | Получено слишком много сущностей из Викиданные. Количество загруженных сущностей: 500/500. |
| 166 | Плющево            | деревня | Получено слишком много сущностей из Викиданные. Количество загруженных сущностей: 500/500. |
| 167 | Погорелово         | деревня | Получено слишком много сущностей из Викиданные. Количество загруженных сущностей: 500/500. |
| 168 | Погорельцево       | деревня | Получено слишком много сущностей из Викиданные. Количество загруженных сущностей: 500/500. |
| 169 | Погост Лука        | село    | Получено слишком много сущностей из Викиданные. Количество загруженных сущностей: 500/500. |
| 170 | Погост Трифон      | село    | Получено слишком много сущностей из Викиданные. Количество загруженных сущностей: 500/500. |
| 171 | Подгорье           | деревня | Получено слишком много сущностей из Викиданные. Количество загруженных сущностей: 500/500. |
| 172 | Подол              | деревня | Получено слишком много сущностей из Викиданные. Количество загруженных сущностей: 500/500. |
| 173 | Подольное          | деревня | Получено слишком много сущностей из Викиданные. Количество загруженных сущностей: 500/500. |
| 174 | Помазиха           | деревня | Получено слишком много сущностей из Викиданные. Количество загруженных сущностей: 500/500. |
| 175 | Поповка            | деревня | Получено слишком много сущностей из Викиданные. Количество загруженных сущностей: 500/500. |
| 176 | Поповское          | деревня | Получено слишком много сущностей из Викиданные. Количество загруженных сущностей: 500/500. |
| 177 | Поповское          | деревня | Получено слишком много сущностей из Викиданные. Количество загруженных сущностей: 500/500. |
| 178 | Порохово           | деревня | Получено слишком много сущностей из Викиданные. Количество загруженных сущностей: 500/500. |
| 179 | Потепалово         | деревня | Получено слишком много сущностей из Викиданные. Количество загруженных сущностей: 500/500. |
| 180 | Починок            | деревня | Получено слишком много сущностей из Викиданные. Количество загруженных сущностей: 500/500. |
| 181 | Починок            | деревня | Получено слишком много сущностей из Викиданные. Количество загруженных сущностей: 500/500. |
| 182 | Прилуки            | деревня | Получено слишком много сущностей из Викиданные. Количество загруженных сущностей: 500/500. |
| 183 | Прилуки            | деревня | Получено слишком много сущностей из Викиданные. Количество загруженных сущностей: 500/500. |
| 184 | Родионово          | деревня | Получено слишком много сущностей из Викиданные. Количество загруженных сущностей: 500/500. |
| 185 | Рубеж              | деревня | Получено слишком много сущностей из Викиданные. Количество загруженных сущностей: 500/500. |
| 186 | Рудино             | деревня | Получено слишком много сущностей из Викиданные. Количество загруженных сущностей: 500/500. |
| 187 | Рязаново           | деревня | Получено слишком много сущностей из Викиданные. Количество загруженных сущностей: 500/500. |
| 188 | Сверчково          | деревня | Получено слишком много сущностей из Викиданные. Количество загруженных сущностей: 500/500. |
| 189 | Семеновское        | деревня | Получено слишком много сущностей из Викиданные. Количество загруженных сущностей: 500/500. |
| 190 | Семернинское       | деревня | Получено слишком много сущностей из Викиданные. Количество загруженных сущностей: 500/500. |
| 191 | Сенская            | деревня | Получено слишком много сущностей из Викиданные. Количество загруженных сущностей: 500/500. |
| 192 | Сергеевское        | деревня | Получено слишком много сущностей из Викиданные. Количество загруженных сущностей: 500/500. |
| 193 | Сидоровская        | деревня | Получено слишком много сущностей из Викиданные. Количество загруженных сущностей: 500/500. |
| 194 | Сидоровское        | деревня | Получено слишком много сущностей из Викиданные. Количество загруженных сущностей: 500/500. |
| 195 | Скорятенское       | деревня | Получено слишком много сущностей из Викиданные. Количество загруженных сущностей: 500/500. |
| 196 | Соколово           | деревня | Получено слишком много сущностей из Викиданные. Количество загруженных сущностей: 500/500. |
| 197 | Сокольниково       | деревня | Получено слишком много сущностей из Викиданные. Количество загруженных сущностей: 500/500. |
| 198 | Соломатино         | деревня | Получено слишком много сущностей из Викиданные. Количество загруженных сущностей: 500/500. |
| 199 | Спасское           | деревня | Получено слишком много сущностей из Викиданные. Количество загруженных сущностей: 500/500. |
| 200 | Спиченская         | деревня | Получено слишком много сущностей из Викиданные. Количество загруженных сущностей: 500/500. |
| 201 | Старое             | село    | Получено слишком много сущностей из Викиданные. Количество загруженных сущностей: 500/500. |
| 202 | Стафилово          | деревня | Получено слишком много сущностей из Викиданные. Количество загруженных сущностей: 500/500. |
| 203 | Суровчиха          | деревня | Получено слишком много сущностей из Викиданные. Количество загруженных сущностей: 500/500. |
| 204 | Сухарево           | деревня | Получено слишком много сущностей из Викиданные. Количество загруженных сущностей: 500/500. |
| 205 | Сухая Вереть       | деревня | Получено слишком много сущностей из Викиданные. Количество загруженных сущностей: 500/500. |
| 206 | Сянино             | деревня | Получено слишком много сущностей из Викиданные. Количество загруженных сущностей: 500/500. |
| 207 | Табыково           | деревня | Получено слишком много сущностей из Викиданные. Количество загруженных сущностей: 500/500. |
| 208 | Тавлаш             | деревня | Получено слишком много сущностей из Викиданные. Количество загруженных сущностей: 500/500. |
| 209 | Тетериново         | деревня | Получено слишком много сущностей из Викиданные. Количество загруженных сущностей: 500/500. |
| 210 | Тороповская        | деревня | Получено слишком много сущностей из Викиданные. Количество загруженных сущностей: 500/500. |
| 211 | Тулпаново          | деревня | Получено слишком много сущностей из Викиданные. Количество загруженных сущностей: 500/500. |
| 212 | Угол               | деревня | Получено слишком много сущностей из Викиданные. Количество загруженных сущностей: 500/500. |
| 213 | Уласово            | деревня | Получено слишком много сущностей из Викиданные. Количество загруженных сущностей: 500/500. |
| 214 | Ульяновская        | деревня | Получено слишком много сущностей из Викиданные. Количество загруженных сущностей: 500/500. |
| 215 | Устье              | село    | Получено слишком много сущностей из Викиданные. Количество загруженных сущностей: 500/500. |
| 216 | Ушаково            | деревня | Получено слишком много сущностей из Викиданные. Количество загруженных сущностей: 500/500. |
| 217 | Федорково          | деревня | Получено слишком много сущностей из Викиданные. Количество загруженных сущностей: 500/500. |
| 218 | Федоровская        | деревня | Получено слишком много сущностей из Викиданные. Количество загруженных сущностей: 500/500. |
| 219 | Фенинская          | деревня | Получено слишком много сущностей из Викиданные. Количество загруженных сущностей: 500/500. |
| 220 | Филенское          | деревня | Получено слишком много сущностей из Викиданные. Количество загруженных сущностей: 500/500. |
| 221 | Филисово           | деревня | Получено слишком много сущностей из Викиданные. Количество загруженных сущностей: 500/500. |
| 222 | Холстово           | деревня | Получено слишком много сущностей из Викиданные. Количество загруженных сущностей: 500/500. |
| 223 | Черниево           | деревня | Получено слишком много сущностей из Викиданные. Количество загруженных сущностей: 500/500. |
| 224 | Чернышово          | деревня | Получено слишком много сущностей из Викиданные. Количество загруженных сущностей: 500/500. |
| 225 | Чирково            | деревня | Получено слишком много сущностей из Викиданные. Количество загруженных сущностей: 500/500. |
| 226 | Шабарово           | деревня | Получено слишком много сущностей из Викиданные. Количество загруженных сущностей: 500/500. |
| 227 | Шадрино            | деревня | Получено слишком много сущностей из Викиданные. Количество загруженных сущностей: 500/500. |
| 228 | Шамбово            | деревня | Получено слишком много сущностей из Викиданные. Количество загруженных сущностей: 500/500. |
| 229 | Шелково            | деревня | Получено слишком много сущностей из Викиданные. Количество загруженных сущностей: 500/500. |
| 230 | Шилово             | деревня | Получено слишком много сущностей из Викиданные. Количество загруженных сущностей: 500/500. |
| 231 | Шихово             | деревня | Получено слишком много сущностей из Викиданные. Количество загруженных сущностей: 500/500. |
| 232 | Шолохово           | деревня | Получено слишком много сущностей из Викиданные. Количество загруженных сущностей: 500/500. |
| 233 | Юково              | деревня | Получено слишком много сущностей из Викиданные. Количество загруженных сущностей: 500/500. |

### Устюженский
| №   | Населённый пункт     | Тип     | Население                                                                                  |
| --- | -------------------- | ------- | ------------------------------------------------------------------------------------------ |
| 1   | Алекино              | деревня | Получено слишком много сущностей из Викиданные. Количество загруженных сущностей: 500/500. |
| 2   | Александрово         | деревня | Получено слишком много сущностей из Викиданные. Количество загруженных сущностей: 500/500. |
| 3   | Александрово-Марьино | деревня | Получено слишком много сущностей из Викиданные. Количество загруженных сущностей: 500/500. |
| 4   | Алексеево            | деревня | Получено слишком много сущностей из Викиданные. Количество загруженных сущностей: 500/500. |
| 5   | Алексино             | деревня | Получено слишком много сущностей из Викиданные. Количество загруженных сущностей: 500/500. |
| 6   | Анашкино             | деревня | Получено слишком много сущностей из Викиданные. Количество загруженных сущностей: 500/500. |
| 7   | Андраково            | деревня | Получено слишком много сущностей из Викиданные. Количество загруженных сущностей: 500/500. |
| 8   | Антоново             | деревня | Получено слишком много сущностей из Викиданные. Количество загруженных сущностей: 500/500. |
| 9   | Аристово             | деревня | Получено слишком много сущностей из Викиданные. Количество загруженных сущностей: 500/500. |
| 10  | Асташкино            | деревня | Получено слишком много сущностей из Викиданные. Количество загруженных сущностей: 500/500. |
| 11  | Балахтимерево        | деревня | Получено слишком много сущностей из Викиданные. Количество загруженных сущностей: 500/500. |
| 12  | Берняково            | деревня | Получено слишком много сущностей из Викиданные. Количество загруженных сущностей: 500/500. |
| 13  | Богуславль           | деревня | Получено слишком много сущностей из Викиданные. Количество загруженных сущностей: 500/500. |
| 14  | Большая Липенка      | деревня | Получено слишком много сущностей из Викиданные. Количество загруженных сущностей: 500/500. |
| 15  | Большое Восное       | деревня | Получено слишком много сущностей из Викиданные. Количество загруженных сущностей: 500/500. |
| 16  | Большое Помясово     | деревня | Получено слишком много сущностей из Викиданные. Количество загруженных сущностей: 500/500. |
| 17  | Большой Осиновик     | деревня | Получено слишком много сущностей из Викиданные. Количество загруженных сущностей: 500/500. |
| 18  | Боровинка            | хутор   | Получено слишком много сущностей из Викиданные. Количество загруженных сущностей: 500/500. |
| 19  | Бородино             | деревня | Получено слишком много сущностей из Викиданные. Количество загруженных сущностей: 500/500. |
| 20  | Бренчиха             | деревня | Получено слишком много сущностей из Викиданные. Количество загруженных сущностей: 500/500. |
| 21  | Брилино              | деревня | Получено слишком много сущностей из Викиданные. Количество загруженных сущностей: 500/500. |
| 22  | Бронино              | деревня | Получено слишком много сущностей из Викиданные. Количество загруженных сущностей: 500/500. |
| 23  | Бугры                | деревня | Получено слишком много сущностей из Викиданные. Количество загруженных сущностей: 500/500. |
| 24  | Бывальцево           | деревня | Получено слишком много сущностей из Викиданные. Количество загруженных сущностей: 500/500. |
| 25  | Ванское              | деревня | Получено слишком много сущностей из Викиданные. Количество загруженных сущностей: 500/500. |
| 26  | Варлыгино            | деревня | Получено слишком много сущностей из Викиданные. Количество загруженных сущностей: 500/500. |
| 27  | Веницы               | деревня | Получено слишком много сущностей из Викиданные. Количество загруженных сущностей: 500/500. |
| 28  | Ветренниково         | деревня | Получено слишком много сущностей из Викиданные. Количество загруженных сущностей: 500/500. |
| 29  | Вешки                | деревня | Получено слишком много сущностей из Викиданные. Количество загруженных сущностей: 500/500. |
| 30  | Вешки                | деревня | Получено слишком много сущностей из Викиданные. Количество загруженных сущностей: 500/500. |
| 31  | Возгриха             | деревня | Получено слишком много сущностей из Викиданные. Количество загруженных сущностей: 500/500. |
| 32  | Волосово             | деревня | Получено слишком много сущностей из Викиданные. Количество загруженных сущностей: 500/500. |
| 33  | Воронино             | деревня | Получено слишком много сущностей из Викиданные. Количество загруженных сущностей: 500/500. |
| 34  | Вороново             | деревня | Получено слишком много сущностей из Викиданные. Количество загруженных сущностей: 500/500. |
| 35  | Воронцы              | деревня | Получено слишком много сущностей из Викиданные. Количество загруженных сущностей: 500/500. |
| 36  | Воротишино           | деревня | Получено слишком много сущностей из Викиданные. Количество загруженных сущностей: 500/500. |
| 37  | Выползово            | деревня | Получено слишком много сущностей из Викиданные. Количество загруженных сущностей: 500/500. |
| 38  | Высотино             | деревня | Получено слишком много сущностей из Викиданные. Количество загруженных сущностей: 500/500. |
| 39  | Ганьки               | деревня | Получено слишком много сущностей из Викиданные. Количество загруженных сущностей: 500/500. |
| 40  | Глины                | деревня | Получено слишком много сущностей из Викиданные. Количество загруженных сущностей: 500/500. |
| 41  | Глухово-1            | деревня | Получено слишком много сущностей из Викиданные. Количество загруженных сущностей: 500/500. |
| 42  | Глухово-2            | деревня | Получено слишком много сущностей из Викиданные. Количество загруженных сущностей: 500/500. |
| 43  | Гора                 | деревня | Получено слишком много сущностей из Викиданные. Количество загруженных сущностей: 500/500. |
| 44  | Горка                | деревня | Получено слишком много сущностей из Викиданные. Количество загруженных сущностей: 500/500. |
| 45  | Горка                | деревня | Получено слишком много сущностей из Викиданные. Количество загруженных сущностей: 500/500. |
| 46  | Городок              | деревня | Получено слишком много сущностей из Викиданные. Количество загруженных сущностей: 500/500. |
| 47  | Громошиха            | деревня | Получено слишком много сущностей из Викиданные. Количество загруженных сущностей: 500/500. |
| 48  | Гряда                | деревня | Получено слишком много сущностей из Викиданные. Количество загруженных сущностей: 500/500. |
| 49  | Грязная Дуброва      | деревня | Получено слишком много сущностей из Викиданные. Количество загруженных сущностей: 500/500. |
| 50  | Давыдовское          | деревня | Получено слишком много сущностей из Викиданные. Количество загруженных сущностей: 500/500. |
| 51  | Давыдовское          | деревня | Получено слишком много сущностей из Викиданные. Количество загруженных сущностей: 500/500. |
| 52  | Даниловское          | посёлок | Получено слишком много сущностей из Викиданные. Количество загруженных сущностей: 500/500. |
| 53  | Дегтярня             | деревня | Получено слишком много сущностей из Викиданные. Количество загруженных сущностей: 500/500. |
| 54  | Дементьево           | деревня | Получено слишком много сущностей из Викиданные. Количество загруженных сущностей: 500/500. |
| 55  | Демихово             | деревня | Получено слишком много сущностей из Викиданные. Количество загруженных сущностей: 500/500. |
| 56  | Демцыно              | деревня | Получено слишком много сущностей из Викиданные. Количество загруженных сущностей: 500/500. |
| 57  | Денисово             | деревня | Получено слишком много сущностей из Викиданные. Количество загруженных сущностей: 500/500. |
| 58  | Деревяга             | деревня | Получено слишком много сущностей из Викиданные. Количество загруженных сущностей: 500/500. |
| 59  | Долоцкое             | деревня | Получено слишком много сущностей из Викиданные. Количество загруженных сущностей: 500/500. |
| 60  | Дора                 | деревня | Получено слишком много сущностей из Викиданные. Количество загруженных сущностей: 500/500. |
| 61  | Дорино               | деревня | Получено слишком много сущностей из Викиданные. Количество загруженных сущностей: 500/500. |
| 62  | Дуброва              | деревня | Получено слишком много сущностей из Викиданные. Количество загруженных сущностей: 500/500. |
| 63  | Дуброва              | деревня | Получено слишком много сущностей из Викиданные. Количество загруженных сущностей: 500/500. |
| 64  | Дубровка             | деревня | Получено слишком много сущностей из Викиданные. Количество загруженных сущностей: 500/500. |
| 65  | Дягилево             | деревня | Получено слишком много сущностей из Викиданные. Количество загруженных сущностей: 500/500. |
| 66  | Емельяниха           | деревня | Получено слишком много сущностей из Викиданные. Количество загруженных сущностей: 500/500. |
| 67  | Еремейцево           | деревня | Получено слишком много сущностей из Викиданные. Количество загруженных сущностей: 500/500. |
| 68  | Жилино               | деревня | Получено слишком много сущностей из Викиданные. Количество загруженных сущностей: 500/500. |
| 69  | Жуково               | деревня | Получено слишком много сущностей из Викиданные. Количество загруженных сущностей: 500/500. |
| 70  | Завражье             | деревня | Получено слишком много сущностей из Викиданные. Количество загруженных сущностей: 500/500. |
| 71  | Загорье              | деревня | Получено слишком много сущностей из Викиданные. Количество загруженных сущностей: 500/500. |
| 72  | Зайцево              | деревня | Получено слишком много сущностей из Викиданные. Количество загруженных сущностей: 500/500. |
| 73  | Залесье              | деревня | Получено слишком много сущностей из Викиданные. Количество загруженных сущностей: 500/500. |
| 74  | Захаровское          | деревня | Получено слишком много сущностей из Викиданные. Количество загруженных сущностей: 500/500. |
| 75  | Звана                | деревня | Получено слишком много сущностей из Викиданные. Количество загруженных сущностей: 500/500. |
| 76  | Зимник               | деревня | Получено слишком много сущностей из Викиданные. Количество загруженных сущностей: 500/500. |
| 77  | Зыково               | деревня | Получено слишком много сущностей из Викиданные. Количество загруженных сущностей: 500/500. |
| 78  | Зябликово            | деревня | Получено слишком много сущностей из Викиданные. Количество загруженных сущностей: 500/500. |
| 79  | Ивановское           | деревня | Получено слишком много сущностей из Викиданные. Количество загруженных сущностей: 500/500. |
| 80  | Игумново             | деревня | Получено слишком много сущностей из Викиданные. Количество загруженных сущностей: 500/500. |
| 81  | Избищи               | деревня | Получено слишком много сущностей из Викиданные. Количество загруженных сущностей: 500/500. |
| 82  | Излядеево            | деревня | Получено слишком много сущностей из Викиданные. Количество загруженных сущностей: 500/500. |
| 83  | имени Желябова       | посёлок | Получено слишком много сущностей из Викиданные. Количество загруженных сущностей: 500/500. |
| 84  | Исаково              | деревня | Получено слишком много сущностей из Викиданные. Количество загруженных сущностей: 500/500. |
| 85  | Квашнино             | деревня | Получено слишком много сущностей из Викиданные. Количество загруженных сущностей: 500/500. |
| 86  | Кишкино              | деревня | Получено слишком много сущностей из Викиданные. Количество загруженных сущностей: 500/500. |
| 87  | Козлово              | деревня | Получено слишком много сущностей из Викиданные. Количество загруженных сущностей: 500/500. |
| 88  | Колодня              | деревня | Получено слишком много сущностей из Викиданные. Количество загруженных сущностей: 500/500. |
| 89  | Колоколец            | посёлок | Получено слишком много сущностей из Викиданные. Количество загруженных сущностей: 500/500. |
| 90  | Кононово             | деревня | Получено слишком много сущностей из Викиданные. Количество загруженных сущностей: 500/500. |
| 91  | Конюхово             | деревня | Получено слишком много сущностей из Викиданные. Количество загруженных сущностей: 500/500. |
| 92  | Кормовесово          | деревня | Получено слишком много сущностей из Викиданные. Количество загруженных сущностей: 500/500. |
| 93  | Кортиха              | деревня | Получено слишком много сущностей из Викиданные. Количество загруженных сущностей: 500/500. |
| 94  | Костьяново           | деревня | Получено слишком много сущностей из Викиданные. Количество загруженных сущностей: 500/500. |
| 95  | Котово               | деревня | Получено слишком много сущностей из Викиданные. Количество загруженных сущностей: 500/500. |
| 96  | Красино              | деревня | Получено слишком много сущностей из Викиданные. Количество загруженных сущностей: 500/500. |
| 97  | Крестцы              | деревня | Получено слишком много сущностей из Викиданные. Количество загруженных сущностей: 500/500. |
| 98  | Кресты               | деревня | Получено слишком много сущностей из Викиданные. Количество загруженных сущностей: 500/500. |
| 99  | Кривцово             | деревня | Получено слишком много сущностей из Викиданные. Количество загруженных сущностей: 500/500. |
| 100 | Кротынь              | деревня | Получено слишком много сущностей из Викиданные. Количество загруженных сущностей: 500/500. |
| 101 | Круглицы             | деревня | Получено слишком много сущностей из Викиданные. Количество загруженных сущностей: 500/500. |
| 102 | Крутец               | деревня | Получено слишком много сущностей из Викиданные. Количество загруженных сущностей: 500/500. |
| 103 | Кстово               | деревня | Получено слишком много сущностей из Викиданные. Количество загруженных сущностей: 500/500. |
| 104 | Куземино             | деревня | Получено слишком много сущностей из Викиданные. Количество загруженных сущностей: 500/500. |
| 105 | Кузьминское          | деревня | Получено слишком много сущностей из Викиданные. Количество загруженных сущностей: 500/500. |
| 106 | Кузьминское          | деревня | Получено слишком много сущностей из Викиданные. Количество загруженных сущностей: 500/500. |
| 107 | Куреваниха           | деревня | Получено слишком много сущностей из Викиданные. Количество загруженных сущностей: 500/500. |
| 108 | Легалово             | деревня | Получено слишком много сущностей из Викиданные. Количество загруженных сущностей: 500/500. |
| 109 | Лентьево             | деревня | Получено слишком много сущностей из Викиданные. Количество загруженных сущностей: 500/500. |
| 110 | Леушино              | деревня | Получено слишком много сущностей из Викиданные. Количество загруженных сущностей: 500/500. |
| 111 | Логиново             | деревня | Получено слишком много сущностей из Викиданные. Количество загруженных сущностей: 500/500. |
| 112 | Лукьянцево           | деревня | Получено слишком много сущностей из Викиданные. Количество загруженных сущностей: 500/500. |
| 113 | Лухнево              | деревня | Получено слишком много сущностей из Викиданные. Количество загруженных сущностей: 500/500. |
| 114 | Лычно                | деревня | Получено слишком много сущностей из Викиданные. Количество загруженных сущностей: 500/500. |
| 115 | Люботово             | деревня | Получено слишком много сущностей из Викиданные. Количество загруженных сущностей: 500/500. |
| 116 | Максимовское         | деревня | Получено слишком много сущностей из Викиданные. Количество загруженных сущностей: 500/500. |
| 117 | Малая Дубровочка     | деревня | Получено слишком много сущностей из Викиданные. Количество загруженных сущностей: 500/500. |
| 118 | Малое Восное         | деревня | Получено слишком много сущностей из Викиданные. Количество загруженных сущностей: 500/500. |
| 119 | Малое Медведево      | деревня | Получено слишком много сущностей из Викиданные. Количество загруженных сущностей: 500/500. |
| 120 | Малое Помясово       | деревня | Получено слишком много сущностей из Викиданные. Количество загруженных сущностей: 500/500. |
| 121 | Мартыново            | деревня | Получено слишком много сущностей из Викиданные. Количество загруженных сущностей: 500/500. |
| 122 | Марфино              | деревня | Получено слишком много сущностей из Викиданные. Количество загруженных сущностей: 500/500. |
| 123 | Матвеево             | деревня | Получено слишком много сущностей из Викиданные. Количество загруженных сущностей: 500/500. |
| 124 | Мезга                | деревня | Получено слишком много сущностей из Викиданные. Количество загруженных сущностей: 500/500. |
| 125 | Мелечино             | деревня | Получено слишком много сущностей из Викиданные. Количество загруженных сущностей: 500/500. |
| 126 | Мерёжа               | деревня | Получено слишком много сущностей из Викиданные. Количество загруженных сущностей: 500/500. |
| 127 | Михайловское         | село    | Получено слишком много сущностей из Викиданные. Количество загруженных сущностей: 500/500. |
| 128 | Михалёво             | деревня | Получено слишком много сущностей из Викиданные. Количество загруженных сущностей: 500/500. |
| 129 | Модно                | село    | Получено слишком много сущностей из Викиданные. Количество загруженных сущностей: 500/500. |
| 130 | Мочала               | деревня | Получено слишком много сущностей из Викиданные. Количество загруженных сущностей: 500/500. |
| 131 | Мыза-Тестово         | деревня | Получено слишком много сущностей из Викиданные. Количество загруженных сущностей: 500/500. |
| 132 | Нечалово             | деревня | Получено слишком много сущностей из Викиданные. Количество загруженных сущностей: 500/500. |
| 133 | Никитино             | деревня | Получено слишком много сущностей из Викиданные. Количество загруженных сущностей: 500/500. |
| 134 | Никифорово           | деревня | Получено слишком много сущностей из Викиданные. Количество загруженных сущностей: 500/500. |
| 135 | Никола               | деревня | Получено слишком много сущностей из Викиданные. Количество загруженных сущностей: 500/500. |
| 136 | Новая                | деревня | Получено слишком много сущностей из Викиданные. Количество загруженных сущностей: 500/500. |
| 137 | Новинки              | деревня | Получено слишком много сущностей из Викиданные. Количество загруженных сущностей: 500/500. |
| 138 | Новое Иванцево       | деревня | Получено слишком много сущностей из Викиданные. Количество загруженных сущностей: 500/500. |
| 139 | Обухово              | деревня | Получено слишком много сущностей из Викиданные. Количество загруженных сущностей: 500/500. |
| 140 | Огибь                | деревня | Получено слишком много сущностей из Викиданные. Количество загруженных сущностей: 500/500. |
| 141 | Окулово              | деревня | Получено слишком много сущностей из Викиданные. Количество загруженных сущностей: 500/500. |
| 142 | Орёл                 | деревня | Получено слишком много сущностей из Викиданные. Количество загруженных сущностей: 500/500. |
| 143 | Осиновик             | деревня | Получено слишком много сущностей из Викиданные. Количество загруженных сущностей: 500/500. |
| 144 | Оснополье            | деревня | Получено слишком много сущностей из Викиданные. Количество загруженных сущностей: 500/500. |
| 145 | Остров               | деревня | Получено слишком много сущностей из Викиданные. Количество загруженных сущностей: 500/500. |
| 146 | Павловское           | деревня | Получено слишком много сущностей из Викиданные. Количество загруженных сущностей: 500/500. |
| 147 | Перговищи            | деревня | Получено слишком много сущностей из Викиданные. Количество загруженных сущностей: 500/500. |
| 148 | Перя                 | посёлок | Получено слишком много сущностей из Викиданные. Количество загруженных сущностей: 500/500. |
| 149 | Петрово              | деревня | Получено слишком много сущностей из Викиданные. Количество загруженных сущностей: 500/500. |
| 150 | Плотичье             | деревня | Получено слишком много сущностей из Викиданные. Количество загруженных сущностей: 500/500. |
| 151 | Поддубье             | деревня | Получено слишком много сущностей из Викиданные. Количество загруженных сущностей: 500/500. |
| 152 | Подольское           | деревня | Получено слишком много сущностей из Викиданные. Количество загруженных сущностей: 500/500. |
| 153 | Пожарки              | хутор   | Получено слишком много сущностей из Викиданные. Количество загруженных сущностей: 500/500. |
| 154 | Пожарово             | деревня | Получено слишком много сущностей из Викиданные. Количество загруженных сущностей: 500/500. |
| 155 | Понизовье            | деревня | Получено слишком много сущностей из Викиданные. Количество загруженных сущностей: 500/500. |
| 156 | Поповка              | деревня | Получено слишком много сущностей из Викиданные. Количество загруженных сущностей: 500/500. |
| 157 | Поповское            | деревня | Получено слишком много сущностей из Викиданные. Количество загруженных сущностей: 500/500. |
| 158 | Попчиха              | деревня | Получено слишком много сущностей из Викиданные. Количество загруженных сущностей: 500/500. |
| 159 | Порослово            | деревня | Получено слишком много сущностей из Викиданные. Количество загруженных сущностей: 500/500. |
| 160 | Раменье              | деревня | Получено слишком много сущностей из Викиданные. Количество загруженных сущностей: 500/500. |
| 161 | Раменье              | деревня | Получено слишком много сущностей из Викиданные. Количество загруженных сущностей: 500/500. |
| 162 | Раменье              | деревня | Получено слишком много сущностей из Викиданные. Количество загруженных сущностей: 500/500. |
| 163 | Расторопово          | деревня | Получено слишком много сущностей из Викиданные. Количество загруженных сущностей: 500/500. |
| 164 | Ременниково          | деревня | Получено слишком много сущностей из Викиданные. Количество загруженных сущностей: 500/500. |
| 165 | Родишкино            | деревня | Получено слишком много сущностей из Викиданные. Количество загруженных сущностей: 500/500. |
| 166 | Рожнёво              | деревня | Получено слишком много сущностей из Викиданные. Количество загруженных сущностей: 500/500. |
| 167 | Романьково           | деревня | Получено слишком много сущностей из Викиданные. Количество загруженных сущностей: 500/500. |
| 168 | Савино               | деревня | Получено слишком много сущностей из Викиданные. Количество загруженных сущностей: 500/500. |
| 169 | Самойлово            | деревня | Получено слишком много сущностей из Викиданные. Количество загруженных сущностей: 500/500. |
| 170 | Самсоново            | деревня | Получено слишком много сущностей из Викиданные. Количество загруженных сущностей: 500/500. |
| 171 | Свистуны             | деревня | Получено слишком много сущностей из Викиданные. Количество загруженных сущностей: 500/500. |
| 172 | Селище               | деревня | Получено слишком много сущностей из Викиданные. Количество загруженных сущностей: 500/500. |
| 173 | Сельцо               | деревня | Получено слишком много сущностей из Викиданные. Количество загруженных сущностей: 500/500. |
| 174 | Сидорово             | деревня | Получено слишком много сущностей из Викиданные. Количество загруженных сущностей: 500/500. |
| 175 | Скоблево             | деревня | Получено слишком много сущностей из Викиданные. Количество загруженных сущностей: 500/500. |
| 176 | Славынево            | деревня | Получено слишком много сущностей из Викиданные. Количество загруженных сущностей: 500/500. |
| 177 | Слуды                | деревня | Получено слишком много сущностей из Викиданные. Количество загруженных сущностей: 500/500. |
| 178 | Соболево             | деревня | Получено слишком много сущностей из Викиданные. Количество загруженных сущностей: 500/500. |
| 179 | Солнечный            | посёлок | Получено слишком много сущностей из Викиданные. Количество загруженных сущностей: 500/500. |
| 180 | Соловцово            | деревня | Получено слишком много сущностей из Викиданные. Количество загруженных сущностей: 500/500. |
| 181 | Софронцево           | деревня | Получено слишком много сущностей из Викиданные. Количество загруженных сущностей: 500/500. |
| 182 | Сошнево              | деревня | Получено слишком много сущностей из Викиданные. Количество загруженных сущностей: 500/500. |
| 183 | Спасское             | посёлок | Получено слишком много сущностей из Викиданные. Количество загруженных сущностей: 500/500. |
| 184 | Старое Квасово       | деревня | Получено слишком много сущностей из Викиданные. Количество загруженных сущностей: 500/500. |
| 185 | Старое Малое         | деревня | Получено слишком много сущностей из Викиданные. Количество загруженных сущностей: 500/500. |
| 186 | Староречье           | посёлок | Получено слишком много сущностей из Викиданные. Количество загруженных сущностей: 500/500. |
| 187 | Степачёво            | деревня | Получено слишком много сущностей из Викиданные. Количество загруженных сущностей: 500/500. |
| 188 | Сысоево              | деревня | Получено слишком много сущностей из Викиданные. Количество загруженных сущностей: 500/500. |
| 189 | Сычево               | деревня | Получено слишком много сущностей из Викиданные. Количество загруженных сущностей: 500/500. |
| 190 | Темьяниково          | деревня | Получено слишком много сущностей из Викиданные. Количество загруженных сущностей: 500/500. |
| 191 | Теплино              | деревня | Получено слишком много сущностей из Викиданные. Количество загруженных сущностей: 500/500. |
| 192 | Терентьево           | деревня | Получено слишком много сущностей из Викиданные. Количество загруженных сущностей: 500/500. |
| 193 | Терентьево           | деревня | Получено слишком много сущностей из Викиданные. Количество загруженных сущностей: 500/500. |
| 194 | Тимонино             | деревня | Получено слишком много сущностей из Викиданные. Количество загруженных сущностей: 500/500. |
| 195 | Тимофеевское         | деревня | Получено слишком много сущностей из Викиданные. Количество загруженных сущностей: 500/500. |
| 196 | Торшеево             | деревня | Получено слишком много сущностей из Викиданные. Количество загруженных сущностей: 500/500. |
| 197 | Трестенка            | деревня | Получено слишком много сущностей из Викиданные. Количество загруженных сущностей: 500/500. |
| 198 | Тюхтово              | деревня | Получено слишком много сущностей из Викиданные. Количество загруженных сущностей: 500/500. |
| 199 | Устюжна              | город   | Получено слишком много сущностей из Викиданные. Количество загруженных сущностей: 500/500. |
| 200 | Федоровское          | деревня | Получено слишком много сущностей из Викиданные. Количество загруженных сущностей: 500/500. |
| 201 | Хмелево              | деревня | Получено слишком много сущностей из Викиданные. Количество загруженных сущностей: 500/500. |
| 202 | Холманы              | деревня | Получено слишком много сущностей из Викиданные. Количество загруженных сущностей: 500/500. |
| 203 | Хотыль               | деревня | Получено слишком много сущностей из Викиданные. Количество загруженных сущностей: 500/500. |
| 204 | Хрипелево            | деревня | Получено слишком много сущностей из Викиданные. Количество загруженных сущностей: 500/500. |
| 205 | Цампелово            | деревня | Получено слишком много сущностей из Викиданные. Количество загруженных сущностей: 500/500. |
| 206 | Чёрная               | деревня | Получено слишком много сущностей из Викиданные. Количество загруженных сущностей: 500/500. |
| 207 | Чесавино             | деревня | Получено слишком много сущностей из Викиданные. Количество загруженных сущностей: 500/500. |
| 208 | Чирец                | деревня | Получено слишком много сущностей из Викиданные. Количество загруженных сущностей: 500/500. |
| 209 | Чупрово              | деревня | Получено слишком много сущностей из Викиданные. Количество загруженных сущностей: 500/500. |
| 210 | Шалочь               | деревня | Получено слишком много сущностей из Викиданные. Количество загруженных сущностей: 500/500. |
| 211 | Шелохачь             | деревня | Получено слишком много сущностей из Викиданные. Количество загруженных сущностей: 500/500. |
| 212 | Шилово               | деревня | Получено слишком много сущностей из Викиданные. Количество загруженных сущностей: 500/500. |
| 213 | Шуботово             | деревня | Получено слишком много сущностей из Викиданные. Количество загруженных сущностей: 500/500. |
| 214 | Шуклино              | деревня | Получено слишком много сущностей из Викиданные. Количество загруженных сущностей: 500/500. |
| 215 | Шустово              | деревня | Получено слишком много сущностей из Викиданные. Количество загруженных сущностей: 500/500. |
| 216 | Юбилейный            | посёлок | Получено слишком много сущностей из Викиданные. Количество загруженных сущностей: 500/500. |
| 217 | Яковлевское          | деревня | Получено слишком много сущностей из Викиданные. Количество загруженных сущностей: 500/500. |
| 218 | Ярцево               | деревня | Получено слишком много сущностей из Викиданные. Количество загруженных сущностей: 500/500. |

### Харовский
3 сельских населённых пункта Харовского района на муниципальном уровне относятся к Сямженскому району.
| №   | Населённый пункт      | Тип         | Население                                                                                  | Мун. район |
| --- | --------------------- | ----------- | ------------------------------------------------------------------------------------------ | ---------- |
| 1   | 17 км                 | посёлок     | Получено слишком много сущностей из Викиданные. Количество загруженных сущностей: 500/500. | Харовский  |
| 2   | 47 км                 | посёлок     | Получено слишком много сущностей из Викиданные. Количество загруженных сущностей: 500/500. | Сямженский |
| 3   | 6 км                  | посёлок     | Получено слишком много сущностей из Викиданные. Количество загруженных сущностей: 500/500. | Харовский  |
| 4   | Алферовская           | деревня     | Получено слишком много сущностей из Викиданные. Количество загруженных сущностей: 500/500. | Харовский  |
| 5   | Алферовская           | деревня     | Получено слишком много сущностей из Викиданные. Количество загруженных сущностей: 500/500. | Харовский  |
| 6   | Андреевская           | деревня     | Получено слишком много сущностей из Викиданные. Количество загруженных сущностей: 500/500. | Харовский  |
| 7   | Анисимовская          | деревня     | Получено слишком много сущностей из Викиданные. Количество загруженных сущностей: 500/500. | Харовский  |
| 8   | Анфалиха              | деревня     | Получено слишком много сущностей из Викиданные. Количество загруженных сущностей: 500/500. | Харовский  |
| 9   | Арзубиха              | деревня     | Получено слишком много сущностей из Викиданные. Количество загруженных сущностей: 500/500. | Харовский  |
| 10  | Артемовская           | деревня     | Получено слишком много сущностей из Викиданные. Количество загруженных сущностей: 500/500. | Харовский  |
| 11  | Асеиха                | деревня     | Получено слишком много сущностей из Викиданные. Количество загруженных сущностей: 500/500. | Харовский  |
| 12  | Афонинская            | деревня     | Получено слишком много сущностей из Викиданные. Количество загруженных сущностей: 500/500. | Харовский  |
| 13  | Афониха               | деревня     | Получено слишком много сущностей из Викиданные. Количество загруженных сущностей: 500/500. | Харовский  |
| 14  | Афониха               | деревня     | Получено слишком много сущностей из Викиданные. Количество загруженных сущностей: 500/500. | Харовский  |
| 15  | Балуковская           | деревня     | Получено слишком много сущностей из Викиданные. Количество загруженных сущностей: 500/500. | Харовский  |
| 16  | Балыково              | деревня     | Получено слишком много сущностей из Викиданные. Количество загруженных сущностей: 500/500. | Харовский  |
| 17  | Бараниха              | деревня     | Получено слишком много сущностей из Викиданные. Количество загруженных сущностей: 500/500. | Харовский  |
| 18  | Башманово             | деревня     | Получено слишком много сущностей из Викиданные. Количество загруженных сущностей: 500/500. | Харовский  |
| 19  | Бекрениха             | деревня     | Получено слишком много сущностей из Викиданные. Количество загруженных сущностей: 500/500. | Харовский  |
| 20  | Беленицыно            | деревня     | Получено слишком много сущностей из Викиданные. Количество загруженных сущностей: 500/500. | Харовский  |
| 21  | Беляевская            | деревня     | Получено слишком много сущностей из Викиданные. Количество загруженных сущностей: 500/500. | Харовский  |
| 22  | Бережок               | деревня     | Получено слишком много сущностей из Викиданные. Количество загруженных сущностей: 500/500. | Харовский  |
| 23  | Бильгачево            | деревня     | Получено слишком много сущностей из Викиданные. Количество загруженных сущностей: 500/500. | Харовский  |
| 24  | Бильская              | деревня     | Получено слишком много сущностей из Викиданные. Количество загруженных сущностей: 500/500. | Харовский  |
| 25  | Большая               | деревня     | Получено слишком много сущностей из Викиданные. Количество загруженных сущностей: 500/500. | Харовский  |
| 26  | Большая               | деревня     | Получено слишком много сущностей из Викиданные. Количество загруженных сущностей: 500/500. | Харовский  |
| 27  | Большая               | деревня     | Получено слишком много сущностей из Викиданные. Количество загруженных сущностей: 500/500. | Харовский  |
| 28  | Большая Середняя      | деревня     | Получено слишком много сущностей из Викиданные. Количество загруженных сущностей: 500/500. | Харовский  |
| 29  | Бор                   | деревня     | Получено слишком много сущностей из Викиданные. Количество загруженных сущностей: 500/500. | Харовский  |
| 30  | Борисиха              | деревня     | Получено слишком много сущностей из Викиданные. Количество загруженных сущностей: 500/500. | Харовский  |
| 31  | Борисовская           | деревня     | Получено слишком много сущностей из Викиданные. Количество загруженных сущностей: 500/500. | Харовский  |
| 32  | Боровиково            | деревня     | Получено слишком много сущностей из Викиданные. Количество загруженных сущностей: 500/500. | Харовский  |
| 33  | Бугра                 | деревня     | Получено слишком много сущностей из Викиданные. Количество загруженных сущностей: 500/500. | Харовский  |
| 34  | Будриха               | деревня     | Получено слишком много сущностей из Викиданные. Количество загруженных сущностей: 500/500. | Харовский  |
| 35  | Бурдуковская          | деревня     | Получено слишком много сущностей из Викиданные. Количество загруженных сущностей: 500/500. | Харовский  |
| 36  | Бурчевская            | деревня     | Получено слишком много сущностей из Викиданные. Количество загруженных сущностей: 500/500. | Харовский  |
| 37  | Быково                | деревня     | Получено слишком много сущностей из Викиданные. Количество загруженных сущностей: 500/500. | Харовский  |
| 38  | Бычиха                | деревня     | Получено слишком много сущностей из Викиданные. Количество загруженных сущностей: 500/500. | Харовский  |
| 39  | Варламово             | деревня     | Получено слишком много сущностей из Викиданные. Количество загруженных сущностей: 500/500. | Харовский  |
| 40  | Ваталово              | деревня     | Получено слишком много сущностей из Викиданные. Количество загруженных сущностей: 500/500. | Харовский  |
| 41  | Ваулино               | деревня     | Получено слишком много сущностей из Викиданные. Количество загруженных сущностей: 500/500. | Харовский  |
| 42  | Ваулиха               | деревня     | Получено слишком много сущностей из Викиданные. Количество загруженных сущностей: 500/500. | Харовский  |
| 43  | Вахруниха             | деревня     | Получено слишком много сущностей из Викиданные. Количество загруженных сущностей: 500/500. | Харовский  |
| 44  | Великий Двор          | деревня     | Получено слишком много сущностей из Викиданные. Количество загруженных сущностей: 500/500. | Харовский  |
| 45  | Верхняя Горка         | деревня     | Получено слишком много сущностей из Викиданные. Количество загруженных сущностей: 500/500. | Харовский  |
| 46  | Возрождение           | посёлок     | Получено слишком много сущностей из Викиданные. Количество загруженных сущностей: 500/500. | Харовский  |
| 47  | Волонга               | посёлок     | Получено слишком много сущностей из Викиданные. Количество загруженных сущностей: 500/500. | Харовский  |
| 48  | Волчиха               | деревня     | Получено слишком много сущностей из Викиданные. Количество загруженных сущностей: 500/500. | Харовский  |
| 49  | Воронино              | деревня     | Получено слишком много сущностей из Викиданные. Количество загруженных сущностей: 500/500. | Харовский  |
| 50  | Вторая Малая          | деревня     | Получено слишком много сущностей из Викиданные. Количество загруженных сущностей: 500/500. | Харовский  |
| 51  | Галактиониха          | деревня     | Получено слишком много сущностей из Викиданные. Количество загруженных сущностей: 500/500. | Харовский  |
| 52  | Глазиха               | деревня     | Получено слишком много сущностей из Викиданные. Количество загруженных сущностей: 500/500. | Харовский  |
| 53  | Глазунья              | деревня     | Получено слишком много сущностей из Викиданные. Количество загруженных сущностей: 500/500. | Харовский  |
| 54  | Головинская           | деревня     | Получено слишком много сущностей из Викиданные. Количество загруженных сущностей: 500/500. | Харовский  |
| 55  | Гора                  | деревня     | Получено слишком много сущностей из Викиданные. Количество загруженных сущностей: 500/500. | Харовский  |
| 56  | Гора                  | деревня     | Получено слишком много сущностей из Викиданные. Количество загруженных сущностей: 500/500. | Харовский  |
| 57  | Гора                  | деревня     | Получено слишком много сущностей из Викиданные. Количество загруженных сущностей: 500/500. | Харовский  |
| 58  | Гора                  | деревня     | Получено слишком много сущностей из Викиданные. Количество загруженных сущностей: 500/500. | Харовский  |
| 59  | Горбатиха             | деревня     | Получено слишком много сущностей из Викиданные. Количество загруженных сущностей: 500/500. | Харовский  |
| 60  | Горка                 | деревня     | Получено слишком много сущностей из Викиданные. Количество загруженных сущностей: 500/500. | Харовский  |
| 61  | Горка                 | деревня     | Получено слишком много сущностей из Викиданные. Количество загруженных сущностей: 500/500. | Харовский  |
| 62  | Горка                 | деревня     | Получено слишком много сущностей из Викиданные. Количество загруженных сущностей: 500/500. | Харовский  |
| 63  | Горка                 | деревня     | Получено слишком много сущностей из Викиданные. Количество загруженных сущностей: 500/500. | Харовский  |
| 64  | Горка Кизимская       | деревня     | Получено слишком много сущностей из Викиданные. Количество загруженных сущностей: 500/500. | Харовский  |
| 65  | Горка Подсельная      | деревня     | Получено слишком много сущностей из Викиданные. Количество загруженных сущностей: 500/500. | Харовский  |
| 66  | Гороховка             | деревня     | Получено слишком много сущностей из Викиданные. Количество загруженных сущностей: 500/500. | Харовский  |
| 67  | Гостинская            | деревня     | Получено слишком много сущностей из Викиданные. Количество загруженных сущностей: 500/500. | Харовский  |
| 68  | Гречутино             | деревня     | Получено слишком много сущностей из Викиданные. Количество загруженных сущностей: 500/500. | Харовский  |
| 69  | Грибовская            | деревня     | Получено слишком много сущностей из Викиданные. Количество загруженных сущностей: 500/500. | Харовский  |
| 70  | Грибцовская           | деревня     | Получено слишком много сущностей из Викиданные. Количество загруженных сущностей: 500/500. | Харовский  |
| 71  | Гридинская            | деревня     | Получено слишком много сущностей из Викиданные. Количество загруженных сущностей: 500/500. | Харовский  |
| 72  | Гридинская            | деревня     | Получено слишком много сущностей из Викиданные. Количество загруженных сущностей: 500/500. | Харовский  |
| 73  | Гридкино              | деревня     | Получено слишком много сущностей из Викиданные. Количество загруженных сущностей: 500/500. | Харовский  |
| 74  | Гришино               | деревня     | Получено слишком много сущностей из Викиданные. Количество загруженных сущностей: 500/500. | Харовский  |
| 75  | Грудинская            | деревня     | Получено слишком много сущностей из Викиданные. Количество загруженных сущностей: 500/500. | Харовский  |
| 76  | Давыдовская           | деревня     | Получено слишком много сущностей из Викиданные. Количество загруженных сущностей: 500/500. | Харовский  |
| 77  | Давыдовская           | деревня     | Получено слишком много сущностей из Викиданные. Количество загруженных сущностей: 500/500. | Харовский  |
| 78  | Даниловская           | деревня     | Получено слишком много сущностей из Викиданные. Количество загруженных сущностей: 500/500. | Харовский  |
| 79  | Дедевка               | деревня     | Получено слишком много сущностей из Викиданные. Количество загруженных сущностей: 500/500. | Харовский  |
| 80  | Демушиха              | деревня     | Получено слишком много сущностей из Викиданные. Количество загруженных сущностей: 500/500. | Харовский  |
| 81  | Демушиха              | деревня     | Получено слишком много сущностей из Викиданные. Количество загруженных сущностей: 500/500. | Харовский  |
| 82  | Денисовская           | деревня     | Получено слишком много сущностей из Викиданные. Количество загруженных сущностей: 500/500. | Харовский  |
| 83  | Деревенька            | деревня     | Получено слишком много сущностей из Викиданные. Количество загруженных сущностей: 500/500. | Харовский  |
| 84  | Деревенька Кузнечиха  | деревня     | Получено слишком много сущностей из Викиданные. Количество загруженных сущностей: 500/500. | Харовский  |
| 85  | Деревенька Шапшинская | деревня     | Получено слишком много сущностей из Викиданные. Количество загруженных сущностей: 500/500. | Харовский  |
| 86  | Деревягино            | деревня     | Получено слишком много сущностей из Викиданные. Количество загруженных сущностей: 500/500. | Харовский  |
| 87  | Дешинское             | деревня     | Получено слишком много сущностей из Викиданные. Количество загруженных сущностей: 500/500. | Харовский  |
| 88  | Дитинская             | деревня     | Получено слишком много сущностей из Викиданные. Количество загруженных сущностей: 500/500. | Харовский  |
| 89  | Дмитриево             | деревня     | Получено слишком много сущностей из Викиданные. Количество загруженных сущностей: 500/500. | Харовский  |
| 90  | Долгищево             | деревня     | Получено слишком много сущностей из Викиданные. Количество загруженных сущностей: 500/500. | Харовский  |
| 91  | Долгобородово         | деревня     | Получено слишком много сущностей из Викиданные. Количество загруженных сущностей: 500/500. | Харовский  |
| 92  | Дор                   | деревня     | Получено слишком много сущностей из Викиданные. Количество загруженных сущностей: 500/500. | Харовский  |
| 93  | Дор                   | деревня     | Получено слишком много сущностей из Викиданные. Количество загруженных сущностей: 500/500. | Харовский  |
| 94  | Дор                   | деревня     | Получено слишком много сущностей из Викиданные. Количество загруженных сущностей: 500/500. | Харовский  |
| 95  | Дор                   | деревня     | Получено слишком много сущностей из Викиданные. Количество загруженных сущностей: 500/500. | Харовский  |
| 96  | Дорогушиха            | деревня     | Получено слишком много сущностей из Викиданные. Количество загруженных сущностей: 500/500. | Харовский  |
| 97  | Дресвянка             | деревня     | Получено слишком много сущностей из Викиданные. Количество загруженных сущностей: 500/500. | Харовский  |
| 98  | Дробинино             | деревня     | Получено слишком много сущностей из Викиданные. Количество загруженных сущностей: 500/500. | Харовский  |
| 99  | Дружба                | посёлок     | Получено слишком много сущностей из Викиданные. Количество загруженных сущностей: 500/500. | Сямженский |
| 100 | Дружинино             | деревня     | Получено слишком много сущностей из Викиданные. Количество загруженных сущностей: 500/500. | Харовский  |
| 101 | Дуровская             | деревня     | Получено слишком много сущностей из Викиданные. Количество загруженных сущностей: 500/500. | Харовский  |
| 102 | Дьяковская            | деревня     | Получено слишком много сущностей из Викиданные. Количество загруженных сущностей: 500/500. | Харовский  |
| 103 | Дягилево              | деревня     | Получено слишком много сущностей из Викиданные. Количество загруженных сущностей: 500/500. | Харовский  |
| 104 | Екимовская            | деревня     | Получено слишком много сущностей из Викиданные. Количество загруженных сущностей: 500/500. | Харовский  |
| 105 | Ерофеевская           | деревня     | Получено слишком много сущностей из Викиданные. Количество загруженных сущностей: 500/500. | Харовский  |
| 106 | Ершиха                | деревня     | Получено слишком много сущностей из Викиданные. Количество загруженных сущностей: 500/500. | Харовский  |
| 107 | Ершиха                | деревня     | Получено слишком много сущностей из Викиданные. Количество загруженных сущностей: 500/500. | Харовский  |
| 108 | Ершиха                | деревня     | Получено слишком много сущностей из Викиданные. Количество загруженных сущностей: 500/500. | Харовский  |
| 109 | Есиповская            | деревня     | Получено слишком много сущностей из Викиданные. Количество загруженных сущностей: 500/500. | Харовский  |
| 110 | Есюниха               | деревня     | Получено слишком много сущностей из Викиданные. Количество загруженных сущностей: 500/500. | Харовский  |
| 111 | Жерличиха             | деревня     | Получено слишком много сущностей из Викиданные. Количество загруженных сущностей: 500/500. | Харовский  |
| 112 | Жуковская             | деревня     | Получено слишком много сущностей из Викиданные. Количество загруженных сущностей: 500/500. | Харовский  |
| 113 | Заберезник            | деревня     | Получено слишком много сущностей из Викиданные. Количество загруженных сущностей: 500/500. | Харовский  |
| 114 | Залесная              | деревня     | Получено слишком много сущностей из Викиданные. Количество загруженных сущностей: 500/500. | Харовский  |
| 115 | Заречная              | деревня     | Получено слишком много сущностей из Викиданные. Количество загруженных сущностей: 500/500. | Харовский  |
| 116 | Заречная              | деревня     | Получено слишком много сущностей из Викиданные. Количество загруженных сущностей: 500/500. | Харовский  |
| 117 | Зародиха              | деревня     | Получено слишком много сущностей из Викиданные. Количество загруженных сущностей: 500/500. | Харовский  |
| 118 | Зарубино              | деревня     | Получено слишком много сущностей из Викиданные. Количество загруженных сущностей: 500/500. | Харовский  |
| 119 | Засухино              | деревня     | Получено слишком много сущностей из Викиданные. Количество загруженных сущностей: 500/500. | Харовский  |
| 120 | Захариха              | деревня     | Получено слишком много сущностей из Викиданные. Количество загруженных сущностей: 500/500. | Харовский  |
| 121 | Захаровская           | деревня     | Получено слишком много сущностей из Викиданные. Количество загруженных сущностей: 500/500. | Харовский  |
| 122 | Захаровское           | деревня     | Получено слишком много сущностей из Викиданные. Количество загруженных сущностей: 500/500. | Харовский  |
| 123 | Зимница               | деревня     | Получено слишком много сущностей из Викиданные. Количество загруженных сущностей: 500/500. | Харовский  |
| 124 | Злодеиха              | деревня     | Получено слишком много сущностей из Викиданные. Количество загруженных сущностей: 500/500. | Харовский  |
| 125 | Золотава              | деревня     | Получено слишком много сущностей из Викиданные. Количество загруженных сущностей: 500/500. | Харовский  |
| 126 | Золотогорка           | деревня     | Получено слишком много сущностей из Викиданные. Количество загруженных сущностей: 500/500. | Харовский  |
| 127 | Зуена                 | деревня     | Получено слишком много сущностей из Викиданные. Количество загруженных сущностей: 500/500. | Харовский  |
| 128 | Иваниково             | деревня     | Получено слишком много сущностей из Викиданные. Количество загруженных сущностей: 500/500. | Харовский  |
| 129 | Ивановская            | деревня     | Получено слишком много сущностей из Викиданные. Количество загруженных сущностей: 500/500. | Харовский  |
| 130 | Ивановское            | деревня     | Получено слишком много сущностей из Викиданные. Количество загруженных сущностей: 500/500. | Харовский  |
| 131 | Ивачино               | деревня     | Получено слишком много сущностей из Викиданные. Количество загруженных сущностей: 500/500. | Харовский  |
| 132 | Ивачинская            | деревня     | Получено слишком много сущностей из Викиданные. Количество загруженных сущностей: 500/500. | Харовский  |
| 133 | Ивашево               | деревня     | Получено слишком много сущностей из Викиданные. Количество загруженных сущностей: 500/500. | Харовский  |
| 134 | Ильинская Поповка     | деревня     | Получено слишком много сущностей из Викиданные. Количество загруженных сущностей: 500/500. | Харовский  |
| 135 | Истомиха              | деревня     | Получено слишком много сущностей из Викиданные. Количество загруженных сущностей: 500/500. | Харовский  |
| 136 | Ишенино               | деревня     | Получено слишком много сущностей из Викиданные. Количество загруженных сущностей: 500/500. | Харовский  |
| 137 | Каплиха               | деревня     | Получено слишком много сущностей из Викиданные. Количество загруженных сущностей: 500/500. | Харовский  |
| 138 | Карповское            | деревня     | Получено слишком много сущностей из Викиданные. Количество загруженных сущностей: 500/500. | Харовский  |
| 139 | Квашниха              | деревня     | Получено слишком много сущностей из Викиданные. Количество загруженных сущностей: 500/500. | Харовский  |
| 140 | Киевская              | деревня     | Получено слишком много сущностей из Викиданные. Количество загруженных сущностей: 500/500. | Харовский  |
| 141 | Клепестиха            | деревня     | Получено слишком много сущностей из Викиданные. Количество загруженных сущностей: 500/500. | Харовский  |
| 142 | Княжая                | деревня     | Получено слишком много сущностей из Викиданные. Количество загруженных сущностей: 500/500. | Харовский  |
| 143 | Кобылкино             | деревня     | Получено слишком много сущностей из Викиданные. Количество загруженных сущностей: 500/500. | Харовский  |
| 144 | Когариха              | деревня     | Получено слишком много сущностей из Викиданные. Количество загруженных сущностей: 500/500. | Харовский  |
| 145 | Кожинская             | деревня     | Получено слишком много сущностей из Викиданные. Количество загруженных сущностей: 500/500. | Харовский  |
| 146 | Козлиха               | деревня     | Получено слишком много сущностей из Викиданные. Количество загруженных сущностей: 500/500. | Харовский  |
| 147 | Козлово               | деревня     | Получено слишком много сущностей из Викиданные. Количество загруженных сущностей: 500/500. | Харовский  |
| 148 | Козулино              | деревня     | Получено слишком много сущностей из Викиданные. Количество загруженных сущностей: 500/500. | Харовский  |
| 149 | Колыбаниха            | деревня     | Получено слишком много сущностей из Викиданные. Количество загруженных сущностей: 500/500. | Харовский  |
| 150 | Конанцево             | деревня     | Получено слишком много сущностей из Викиданные. Количество загруженных сущностей: 500/500. | Харовский  |
| 151 | Конево                | деревня     | Получено слишком много сущностей из Викиданные. Количество загруженных сущностей: 500/500. | Харовский  |
| 152 | Конечная              | деревня     | Получено слишком много сущностей из Викиданные. Количество загруженных сущностей: 500/500. | Харовский  |
| 153 | Коркинское            | деревня     | Получено слишком много сущностей из Викиданные. Количество загруженных сущностей: 500/500. | Харовский  |
| 154 | Коровинская           | деревня     | Получено слишком много сущностей из Викиданные. Количество загруженных сущностей: 500/500. | Харовский  |
| 155 | Коровиха              | деревня     | Получено слишком много сущностей из Викиданные. Количество загруженных сущностей: 500/500. | Харовский  |
| 156 | Косариха              | деревня     | Получено слишком много сущностей из Викиданные. Количество загруженных сущностей: 500/500. | Харовский  |
| 157 | Костино               | деревня     | Получено слишком много сущностей из Викиданные. Количество загруженных сущностей: 500/500. | Харовский  |
| 158 | Красимиха             | деревня     | Получено слишком много сущностей из Викиданные. Количество загруженных сущностей: 500/500. | Харовский  |
| 159 | Красково              | село        | Получено слишком много сущностей из Викиданные. Количество загруженных сущностей: 500/500. | Харовский  |
| 160 | Красная Горка         | деревня     | Получено слишком много сущностей из Викиданные. Количество загруженных сущностей: 500/500. | Харовский  |
| 161 | Крутец                | деревня     | Получено слишком много сущностей из Викиданные. Количество загруженных сущностей: 500/500. | Харовский  |
| 162 | Крюково               | деревня     | Получено слишком много сущностей из Викиданные. Количество загруженных сущностей: 500/500. | Харовский  |
| 163 | Крюковская            | деревня     | Получено слишком много сущностей из Викиданные. Количество загруженных сущностей: 500/500. | Харовский  |
| 164 | Кудрявцево            | деревня     | Получено слишком много сущностей из Викиданные. Количество загруженных сущностей: 500/500. | Харовский  |
| 165 | Кузнецовская          | деревня     | Получено слишком много сущностей из Викиданные. Количество загруженных сущностей: 500/500. | Харовский  |
| 166 | Кузнечиха             | деревня     | Получено слишком много сущностей из Викиданные. Количество загруженных сущностей: 500/500. | Харовский  |
| 167 | Кузовлево             | деревня     | Получено слишком много сущностей из Викиданные. Количество загруженных сущностей: 500/500. | Харовский  |
| 168 | Кузьминская           | деревня     | Получено слишком много сущностей из Викиданные. Количество загруженных сущностей: 500/500. | Харовский  |
| 169 | Кузьминская           | деревня     | Получено слишком много сущностей из Викиданные. Количество загруженных сущностей: 500/500. | Харовский  |
| 170 | Кузьминское           | деревня     | Получено слишком много сущностей из Викиданные. Количество загруженных сущностей: 500/500. | Харовский  |
| 171 | Кулешиха              | деревня     | Получено слишком много сущностей из Викиданные. Количество загруженных сущностей: 500/500. | Харовский  |
| 172 | Кумзеро               | село        | Получено слишком много сущностей из Викиданные. Количество загруженных сущностей: 500/500. | Харовский  |
| 173 | Куницыно              | деревня     | Получено слишком много сущностей из Викиданные. Количество загруженных сущностей: 500/500. | Харовский  |
| 174 | Купаиха               | деревня     | Получено слишком много сущностей из Викиданные. Количество загруженных сущностей: 500/500. | Харовский  |
| 175 | Куричиха              | деревня     | Получено слишком много сущностей из Викиданные. Количество загруженных сущностей: 500/500. | Харовский  |
| 176 | Курьяновская          | деревня     | Получено слишком много сущностей из Викиданные. Количество загруженных сущностей: 500/500. | Харовский  |
| 177 | Лавриха               | деревня     | Получено слишком много сущностей из Викиданные. Количество загруженных сущностей: 500/500. | Харовский  |
| 178 | Лавровская            | деревня     | Получено слишком много сущностей из Викиданные. Количество загруженных сущностей: 500/500. | Харовский  |
| 179 | Лапиха                | деревня     | Получено слишком много сущностей из Викиданные. Количество загруженных сущностей: 500/500. | Харовский  |
| 180 | Лариониха             | деревня     | Получено слишком много сущностей из Викиданные. Количество загруженных сущностей: 500/500. | Харовский  |
| 181 | Лебежь                | деревня     | Получено слишком много сущностей из Викиданные. Количество загруженных сущностей: 500/500. | Харовский  |
| 182 | Лекалиха              | деревня     | Получено слишком много сущностей из Викиданные. Количество загруженных сущностей: 500/500. | Харовский  |
| 183 | Летово                | деревня     | Получено слишком много сущностей из Викиданные. Количество загруженных сущностей: 500/500. | Харовский  |
| 184 | Леуниха               | деревня     | Получено слишком много сущностей из Викиданные. Количество загруженных сущностей: 500/500. | Харовский  |
| 185 | Лещёво                | село        | Получено слишком много сущностей из Викиданные. Количество загруженных сущностей: 500/500. | Харовский  |
| 186 | Лисино                | деревня     | Получено слишком много сущностей из Викиданные. Количество загруженных сущностей: 500/500. | Харовский  |
| 187 | Лобаниха              | деревня     | Получено слишком много сущностей из Викиданные. Количество загруженных сущностей: 500/500. | Харовский  |
| 188 | Логиновская           | деревня     | Получено слишком много сущностей из Викиданные. Количество загруженных сущностей: 500/500. | Харовский  |
| 189 | Лощиниха              | деревня     | Получено слишком много сущностей из Викиданные. Количество загруженных сущностей: 500/500. | Харовский  |
| 190 | Лукино                | деревня     | Получено слишком много сущностей из Викиданные. Количество загруженных сущностей: 500/500. | Харовский  |
| 191 | Лукинская             | деревня     | Получено слишком много сущностей из Викиданные. Количество загруженных сущностей: 500/500. | Харовский  |
| 192 | Лучинская             | деревня     | Получено слишком много сущностей из Викиданные. Количество загруженных сущностей: 500/500. | Харовский  |
| 193 | Лысовская             | деревня     | Получено слишком много сущностей из Викиданные. Количество загруженных сущностей: 500/500. | Харовский  |
| 194 | Ляпшево               | деревня     | Получено слишком много сущностей из Викиданные. Количество загруженных сущностей: 500/500. | Харовский  |
| 195 | Макаровская           | деревня     | Получено слишком много сущностей из Викиданные. Количество загруженных сущностей: 500/500. | Харовский  |
| 196 | Максимиха             | деревня     | Получено слишком много сущностей из Викиданные. Количество загруженных сущностей: 500/500. | Харовский  |
| 197 | Максимовская          | деревня     | Получено слишком много сущностей из Викиданные. Количество загруженных сущностей: 500/500. | Харовский  |
| 198 | Максимовская          | деревня     | Получено слишком много сущностей из Викиданные. Количество загруженных сущностей: 500/500. | Харовский  |
| 199 | Малая Середняя        | деревня     | Получено слишком много сущностей из Викиданные. Количество загруженных сущностей: 500/500. | Харовский  |
| 200 | Маньково              | деревня     | Получено слишком много сущностей из Викиданные. Количество загруженных сущностей: 500/500. | Харовский  |
| 201 | Мартыниха             | деревня     | Получено слишком много сущностей из Викиданные. Количество загруженных сущностей: 500/500. | Харовский  |
| 202 | Мартыниха             | деревня     | Получено слишком много сущностей из Викиданные. Количество загруженных сущностей: 500/500. | Харовский  |
| 203 | Мартыновское          | деревня     | Получено слишком много сущностей из Викиданные. Количество загруженных сущностей: 500/500. | Харовский  |
| 204 | Масловская            | деревня     | Получено слишком много сущностей из Викиданные. Количество загруженных сущностей: 500/500. | Харовский  |
| 205 | Матвеиха-Раменская    | деревня     | Получено слишком много сущностей из Викиданные. Количество загруженных сущностей: 500/500. | Харовский  |
| 206 | Машутиха              | деревня     | Получено слишком много сущностей из Викиданные. Количество загруженных сущностей: 500/500. | Харовский  |
| 207 | Междуречье            | деревня     | Получено слишком много сущностей из Викиданные. Количество загруженных сущностей: 500/500. | Харовский  |
| 208 | Межурки               | посёлок     | Получено слишком много сущностей из Викиданные. Количество загруженных сущностей: 500/500. | Харовский  |
| 209 | Мелентьевская         | деревня     | Получено слишком много сущностей из Викиданные. Количество загруженных сущностей: 500/500. | Харовский  |
| 210 | Миловская             | деревня     | Получено слишком много сущностей из Викиданные. Количество загруженных сущностей: 500/500. | Харовский  |
| 211 | Митинская             | деревня     | Получено слишком много сущностей из Викиданные. Количество загруженных сущностей: 500/500. | Харовский  |
| 212 | Митинская             | деревня     | Получено слишком много сущностей из Викиданные. Количество загруженных сущностей: 500/500. | Харовский  |
| 213 | Митиха                | деревня     | Получено слишком много сущностей из Викиданные. Количество загруженных сущностей: 500/500. | Харовский  |
| 214 | Михайловское          | село        | Получено слишком много сущностей из Викиданные. Количество загруженных сущностей: 500/500. | Харовский  |
| 215 | Михалево              | деревня     | Получено слишком много сущностей из Викиданные. Количество загруженных сущностей: 500/500. | Харовский  |
| 216 | Михалиха              | деревня     | Получено слишком много сущностей из Викиданные. Количество загруженных сущностей: 500/500. | Харовский  |
| 217 | Мишаково              | деревня     | Получено слишком много сущностей из Викиданные. Количество загруженных сущностей: 500/500. | Харовский  |
| 218 | Мишковское            | деревня     | Получено слишком много сущностей из Викиданные. Количество загруженных сущностей: 500/500. | Харовский  |
| 219 | Мишутиха              | деревня     | Получено слишком много сущностей из Викиданные. Количество загруженных сущностей: 500/500. | Харовский  |
| 220 | Могиленская           | деревня     | Получено слишком много сущностей из Викиданные. Количество загруженных сущностей: 500/500. | Харовский  |
| 221 | Мокеевская            | деревня     | Получено слишком много сущностей из Викиданные. Количество загруженных сущностей: 500/500. | Харовский  |
| 222 | Мурыгинская           | деревня     | Получено слишком много сущностей из Викиданные. Количество загруженных сущностей: 500/500. | Харовский  |
| 223 | Мякотиха              | деревня     | Получено слишком много сущностей из Викиданные. Количество загруженных сущностей: 500/500. | Харовский  |
| 224 | Мятнево               | деревня     | Получено слишком много сущностей из Викиданные. Количество загруженных сущностей: 500/500. | Харовский  |
| 225 | Мятнево               | деревня     | Получено слишком много сущностей из Викиданные. Количество загруженных сущностей: 500/500. | Харовский  |
| 226 | Назариха              | деревня     | Получено слишком много сущностей из Викиданные. Количество загруженных сущностей: 500/500. | Харовский  |
| 227 | Насоново              | деревня     | Получено слишком много сущностей из Викиданные. Количество загруженных сущностей: 500/500. | Харовский  |
| 228 | Нелюбовская           | деревня     | Получено слишком много сущностей из Викиданные. Количество загруженных сущностей: 500/500. | Харовский  |
| 229 | Нижне-Кубенский       | посёлок     | Получено слишком много сущностей из Викиданные. Количество загруженных сущностей: 500/500. | Харовский  |
| 230 | Никулинское           | село        | Получено слишком много сущностей из Викиданные. Количество загруженных сущностей: 500/500. | Харовский  |
| 231 | Новец                 | деревня     | Получено слишком много сущностей из Викиданные. Количество загруженных сущностей: 500/500. | Харовский  |
| 232 | Обориха               | деревня     | Получено слишком много сущностей из Викиданные. Количество загруженных сущностей: 500/500. | Харовский  |
| 233 | Оброчная              | деревня     | Получено слишком много сущностей из Викиданные. Количество загруженных сущностей: 500/500. | Харовский  |
| 234 | Оброчное              | деревня     | Получено слишком много сущностей из Викиданные. Количество загруженных сущностей: 500/500. | Харовский  |
| 235 | Оденьевская           | деревня     | Получено слишком много сущностей из Викиданные. Количество загруженных сущностей: 500/500. | Харовский  |
| 236 | Олешково              | деревня     | Получено слишком много сущностей из Викиданные. Количество загруженных сущностей: 500/500. | Харовский  |
| 237 | Оносино               | деревня     | Получено слишком много сущностей из Викиданные. Количество загруженных сущностей: 500/500. | Харовский  |
| 238 | Опуринская            | деревня     | Получено слишком много сущностей из Викиданные. Количество загруженных сущностей: 500/500. | Харовский  |
| 239 | Осипиха               | деревня     | Получено слишком много сущностей из Викиданные. Количество загруженных сущностей: 500/500. | Харовский  |
| 240 | Останинское           | деревня     | Получено слишком много сущностей из Викиданные. Количество загруженных сущностей: 500/500. | Харовский  |
| 241 | Острецовская          | деревня     | Получено слишком много сущностей из Викиданные. Количество загруженных сущностей: 500/500. | Харовский  |
| 242 | Павловская            | деревня     | Получено слишком много сущностей из Викиданные. Количество загруженных сущностей: 500/500. | Харовский  |
| 243 | Павшиха               | деревня     | Получено слишком много сущностей из Викиданные. Количество загруженных сущностей: 500/500. | Харовский  |
| 244 | Палкинская            | деревня     | Получено слишком много сущностей из Викиданные. Количество загруженных сущностей: 500/500. | Харовский  |
| 245 | Палковская            | деревня     | Получено слишком много сущностей из Викиданные. Количество загруженных сущностей: 500/500. | Харовский  |
| 246 | Панатово              | деревня     | Получено слишком много сущностей из Викиданные. Количество загруженных сущностей: 500/500. | Харовский  |
| 247 | Панинская             | деревня     | Получено слишком много сущностей из Викиданные. Количество загруженных сущностей: 500/500. | Харовский  |
| 248 | Пановское             | деревня     | Получено слишком много сущностей из Викиданные. Количество загруженных сущностей: 500/500. | Харовский  |
| 249 | Паньковская           | деревня     | Получено слишком много сущностей из Викиданные. Количество загруженных сущностей: 500/500. | Харовский  |
| 250 | Паршинская            | деревня     | Получено слишком много сущностей из Викиданные. Количество загруженных сущностей: 500/500. | Харовский  |
| 251 | Паршинская            | деревня     | Получено слишком много сущностей из Викиданные. Количество загруженных сущностей: 500/500. | Харовский  |
| 252 | Паршинское            | село        | Получено слишком много сущностей из Викиданные. Количество загруженных сущностей: 500/500. | Харовский  |
| 253 | Пауниха               | деревня     | Получено слишком много сущностей из Викиданные. Количество загруженных сущностей: 500/500. | Харовский  |
| 254 | Пашинская             | деревня     | Получено слишком много сущностей из Викиданные. Количество загруженных сущностей: 500/500. | Харовский  |
| 255 | Пашучиха              | деревня     | Получено слишком много сущностей из Викиданные. Количество загруженных сущностей: 500/500. | Харовский  |
| 256 | Первая Малая          | деревня     | Получено слишком много сущностей из Викиданные. Количество загруженных сущностей: 500/500. | Харовский  |
| 257 | Перекс                | деревня     | Получено слишком много сущностей из Викиданные. Количество загруженных сущностей: 500/500. | Харовский  |
| 258 | Перепечино            | деревня     | Получено слишком много сущностей из Викиданные. Количество загруженных сущностей: 500/500. | Харовский  |
| 259 | Пехтиха               | деревня     | Получено слишком много сущностей из Викиданные. Количество загруженных сущностей: 500/500. | Харовский  |
| 260 | Пиляиха               | деревня     | Получено слишком много сущностей из Викиданные. Количество загруженных сущностей: 500/500. | Харовский  |
| 261 | Пихтинская            | деревня     | Получено слишком много сущностей из Викиданные. Количество загруженных сущностей: 500/500. | Харовский  |
| 262 | Пичиха                | деревня     | Получено слишком много сущностей из Викиданные. Количество загруженных сущностей: 500/500. | Харовский  |
| 263 | Плесниха              | деревня     | Получено слишком много сущностей из Викиданные. Количество загруженных сущностей: 500/500. | Харовский  |
| 264 | Плешавка              | деревня     | Получено слишком много сущностей из Викиданные. Количество загруженных сущностей: 500/500. | Харовский  |
| 265 | Плясово               | деревня     | Получено слишком много сущностей из Викиданные. Количество загруженных сущностей: 500/500. | Харовский  |
| 266 | Погост Никольский     | село        | Получено слишком много сущностей из Викиданные. Количество загруженных сущностей: 500/500. | Харовский  |
| 267 | Подошариха            | деревня     | Получено слишком много сущностей из Викиданные. Количество загруженных сущностей: 500/500. | Харовский  |
| 268 | Пожарище              | деревня     | Получено слишком много сущностей из Викиданные. Количество загруженных сущностей: 500/500. | Харовский  |
| 269 | Пожарище              | деревня     | Получено слишком много сущностей из Викиданные. Количество загруженных сущностей: 500/500. | Харовский  |
| 270 | Полутиха              | деревня     | Получено слишком много сущностей из Викиданные. Количество загруженных сущностей: 500/500. | Харовский  |
| 271 | Поповка               | деревня     | Получено слишком много сущностей из Викиданные. Количество загруженных сущностей: 500/500. | Харовский  |
| 272 | Попчиха               | деревня     | Получено слишком много сущностей из Викиданные. Количество загруженных сущностей: 500/500. | Харовский  |
| 273 | Потапиха              | деревня     | Получено слишком много сущностей из Викиданные. Количество загруженных сущностей: 500/500. | Харовский  |
| 274 | Потапиха              | деревня     | Получено слишком много сущностей из Викиданные. Количество загруженных сущностей: 500/500. | Харовский  |
| 275 | Починок               | деревня     | Получено слишком много сущностей из Викиданные. Количество загруженных сущностей: 500/500. | Харовский  |
| 276 | Починок               | деревня     | Получено слишком много сущностей из Викиданные. Количество загруженных сущностей: 500/500. | Харовский  |
| 277 | Починок               | деревня     | Получено слишком много сущностей из Викиданные. Количество загруженных сущностей: 500/500. | Харовский  |
| 278 | Пошивчиха             | деревня     | Получено слишком много сущностей из Викиданные. Количество загруженных сущностей: 500/500. | Харовский  |
| 279 | Прокопиха             | деревня     | Получено слишком много сущностей из Викиданные. Количество загруженных сущностей: 500/500. | Харовский  |
| 280 | Прониха               | деревня     | Получено слишком много сущностей из Викиданные. Количество загруженных сущностей: 500/500. | Харовский  |
| 281 | Пундуга               | посёлок     | Получено слишком много сущностей из Викиданные. Количество загруженных сущностей: 500/500. | Харовский  |
| 282 | Ратновская            | деревня     | Получено слишком много сущностей из Викиданные. Количество загруженных сущностей: 500/500. | Харовский  |
| 283 | Родиониха             | деревня     | Получено слишком много сущностей из Викиданные. Количество загруженных сущностей: 500/500. | Харовский  |
| 284 | Саблуково             | деревня     | Получено слишком много сущностей из Викиданные. Количество загруженных сущностей: 500/500. | Харовский  |
| 285 | Савинская             | деревня     | Получено слишком много сущностей из Викиданные. Количество загруженных сущностей: 500/500. | Харовский  |
| 286 | Савковская            | деревня     | Получено слишком много сущностей из Викиданные. Количество загруженных сущностей: 500/500. | Харовский  |
| 287 | Самсониха             | деревня     | Получено слишком много сущностей из Викиданные. Количество загруженных сущностей: 500/500. | Харовский  |
| 288 | Секирино              | деревня     | Получено слишком много сущностей из Викиданные. Количество загруженных сущностей: 500/500. | Харовский  |
| 289 | Селезениха            | деревня     | Получено слишком много сущностей из Викиданные. Количество загруженных сущностей: 500/500. | Харовский  |
| 290 | Семениха              | деревня     | Получено слишком много сущностей из Викиданные. Количество загруженных сущностей: 500/500. | Харовский  |
| 291 | Семеновская           | деревня     | Получено слишком много сущностей из Викиданные. Количество загруженных сущностей: 500/500. | Харовский  |
| 292 | Семеновская           | деревня     | Получено слишком много сущностей из Викиданные. Количество загруженных сущностей: 500/500. | Харовский  |
| 293 | Семеновская           | деревня     | Получено слишком много сущностей из Викиданные. Количество загруженных сущностей: 500/500. | Харовский  |
| 294 | Семеновская           | деревня     | Получено слишком много сущностей из Викиданные. Количество загруженных сущностей: 500/500. | Харовский  |
| 295 | Семигородняя          | ж.д станция | Получено слишком много сущностей из Викиданные. Количество загруженных сущностей: 500/500. | Харовский  |
| 296 | Сергеевская           | деревня     | Получено слишком много сущностей из Викиданные. Количество загруженных сущностей: 500/500. | Харовский  |
| 297 | Сергеиха              | деревня     | Получено слишком много сущностей из Викиданные. Количество загруженных сущностей: 500/500. | Харовский  |
| 298 | Сергозеро             | деревня     | Получено слишком много сущностей из Викиданные. Количество загруженных сущностей: 500/500. | Харовский  |
| 299 | Сибла                 | деревня     | Получено слишком много сущностей из Викиданные. Количество загруженных сущностей: 500/500. | Харовский  |
| 300 | Сидорово              | деревня     | Получено слишком много сущностей из Викиданные. Количество загруженных сущностей: 500/500. | Харовский  |
| 301 | Сидоровская           | деревня     | Получено слишком много сущностей из Викиданные. Количество загруженных сущностей: 500/500. | Харовский  |
| 302 | Сидоровская           | деревня     | Получено слишком много сущностей из Викиданные. Количество загруженных сущностей: 500/500. | Харовский  |
| 303 | Симаниха              | деревня     | Получено слишком много сущностей из Викиданные. Количество загруженных сущностей: 500/500. | Харовский  |
| 304 | Синяково              | деревня     | Получено слишком много сущностей из Викиданные. Количество загруженных сущностей: 500/500. | Харовский  |
| 305 | Сиренская             | деревня     | Получено слишком много сущностей из Викиданные. Количество загруженных сущностей: 500/500. | Харовский  |
| 306 | Ситинский             | посёлок     | Получено слишком много сущностей из Викиданные. Количество загруженных сущностей: 500/500. | Харовский  |
| 307 | Слободка              | деревня     | Получено слишком много сущностей из Викиданные. Количество загруженных сущностей: 500/500. | Харовский  |
| 308 | Смолиха               | деревня     | Получено слишком много сущностей из Викиданные. Количество загруженных сущностей: 500/500. | Харовский  |
| 309 | Согорки               | посёлок     | Получено слишком много сущностей из Викиданные. Количество загруженных сущностей: 500/500. | Сямженский |
| 310 | Согорки               | село        | Получено слишком много сущностей из Викиданные. Количество загруженных сущностей: 500/500. | Харовский  |
| 311 | Соколовская           | деревня     | Получено слишком много сущностей из Викиданные. Количество загруженных сущностей: 500/500. | Харовский  |
| 312 | Сопятино              | деревня     | Получено слишком много сущностей из Викиданные. Количество загруженных сущностей: 500/500. | Харовский  |
| 313 | Сорожино              | деревня     | Получено слишком много сущностей из Викиданные. Количество загруженных сущностей: 500/500. | Харовский  |
| 314 | Сосновка              | деревня     | Получено слишком много сущностей из Викиданные. Количество загруженных сущностей: 500/500. | Харовский  |
| 315 | Сотониха              | деревня     | Получено слишком много сущностей из Викиданные. Количество загруженных сущностей: 500/500. | Харовский  |
| 316 | Софониха              | деревня     | Получено слишком много сущностей из Викиданные. Количество загруженных сущностей: 500/500. | Харовский  |
| 317 | Софониха              | деревня     | Получено слишком много сущностей из Викиданные. Количество загруженных сущностей: 500/500. | Харовский  |
| 318 | Спасская              | деревня     | Получено слишком много сущностей из Викиданные. Количество загруженных сущностей: 500/500. | Харовский  |
| 319 | Спасское              | село        | Получено слишком много сущностей из Викиданные. Количество загруженных сущностей: 500/500. | Харовский  |
| 320 | Спичиха               | деревня     | Получено слишком много сущностей из Викиданные. Количество загруженных сущностей: 500/500. | Харовский  |
| 321 | Средняя Горка         | деревня     | Получено слишком много сущностей из Викиданные. Количество загруженных сущностей: 500/500. | Харовский  |
| 322 | Стегаиха              | деревня     | Получено слишком много сущностей из Викиданные. Количество загруженных сущностей: 500/500. | Харовский  |
| 323 | Стениха               | деревня     | Получено слишком много сущностей из Викиданные. Количество загруженных сущностей: 500/500. | Харовский  |
| 324 | Стрелица              | деревня     | Получено слишком много сущностей из Викиданные. Количество загруженных сущностей: 500/500. | Харовский  |
| 325 | Стрелица              | деревня     | Получено слишком много сущностей из Викиданные. Количество загруженных сущностей: 500/500. | Харовский  |
| 326 | Судово                | деревня     | Получено слишком много сущностей из Викиданные. Количество загруженных сущностей: 500/500. | Харовский  |
| 327 | Сумино                | село        | Получено слишком много сущностей из Викиданные. Количество загруженных сущностей: 500/500. | Харовский  |
| 328 | Сысоиха               | деревня     | Получено слишком много сущностей из Викиданные. Количество загруженных сущностей: 500/500. | Харовский  |
| 329 | Сычево                | деревня     | Получено слишком много сущностей из Викиданные. Количество загруженных сущностей: 500/500. | Харовский  |
| 330 | Тарасовская           | деревня     | Получено слишком много сущностей из Викиданные. Количество загруженных сущностей: 500/500. | Харовский  |
| 331 | Тарасовская           | деревня     | Получено слишком много сущностей из Викиданные. Количество загруженных сущностей: 500/500. | Харовский  |
| 332 | Татарское             | деревня     | Получено слишком много сущностей из Викиданные. Количество загруженных сущностей: 500/500. | Харовский  |
| 333 | Терениха              | деревня     | Получено слишком много сущностей из Викиданные. Количество загруженных сущностей: 500/500. | Харовский  |
| 334 | Терешиха              | деревня     | Получено слишком много сущностей из Викиданные. Количество загруженных сущностей: 500/500. | Харовский  |
| 335 | Тетериха              | деревня     | Получено слишком много сущностей из Викиданные. Количество загруженных сущностей: 500/500. | Харовский  |
| 336 | Тимониха              | деревня     | Получено слишком много сущностей из Викиданные. Количество загруженных сущностей: 500/500. | Харовский  |
| 337 | Тимониха              | деревня     | Получено слишком много сущностей из Викиданные. Количество загруженных сущностей: 500/500. | Харовский  |
| 338 | Тимошинская           | деревня     | Получено слишком много сущностей из Викиданные. Количество загруженных сущностей: 500/500. | Харовский  |
| 339 | Тихонино              | деревня     | Получено слишком много сущностей из Викиданные. Количество загруженных сущностей: 500/500. | Харовский  |
| 340 | Токарево              | деревня     | Получено слишком много сущностей из Викиданные. Количество загруженных сущностей: 500/500. | Харовский  |
| 341 | Томашка               | посёлок     | Получено слишком много сущностей из Викиданные. Количество загруженных сущностей: 500/500. | Харовский  |
| 342 | Трущевская            | деревня     | Получено слишком много сущностей из Викиданные. Количество загруженных сущностей: 500/500. | Харовский  |
| 343 | Тюшиха                | деревня     | Получено слишком много сущностей из Викиданные. Количество загруженных сущностей: 500/500. | Харовский  |
| 344 | Тюшковская            | деревня     | Получено слишком много сущностей из Викиданные. Количество загруженных сущностей: 500/500. | Харовский  |
| 345 | Угол                  | деревня     | Получено слишком много сущностей из Викиданные. Количество загруженных сущностей: 500/500. | Харовский  |
| 346 | Угольская             | деревня     | Получено слишком много сущностей из Викиданные. Количество загруженных сущностей: 500/500. | Харовский  |
| 347 | Уласовская            | деревня     | Получено слишком много сущностей из Викиданные. Количество загруженных сущностей: 500/500. | Харовский  |
| 348 | Умрища                | деревня     | Получено слишком много сущностей из Викиданные. Количество загруженных сущностей: 500/500. | Харовский  |
| 349 | Устречная             | деревня     | Получено слишком много сущностей из Викиданные. Количество загруженных сущностей: 500/500. | Харовский  |
| 350 | Федоровская           | деревня     | Получено слишком много сущностей из Викиданные. Количество загруженных сущностей: 500/500. | Харовский  |
| 351 | Федоровское           | деревня     | Получено слишком много сущностей из Викиданные. Количество загруженных сущностей: 500/500. | Харовский  |
| 352 | Федяково              | деревня     | Получено слишком много сущностей из Викиданные. Количество загруженных сущностей: 500/500. | Харовский  |
| 353 | Филинское             | деревня     | Получено слишком много сущностей из Викиданные. Количество загруженных сущностей: 500/500. | Харовский  |
| 354 | Филиппово             | деревня     | Получено слишком много сущностей из Викиданные. Количество загруженных сущностей: 500/500. | Харовский  |
| 355 | Фоминское             | деревня     | Получено слишком много сущностей из Викиданные. Количество загруженных сущностей: 500/500. | Харовский  |
| 356 | Халчиха               | деревня     | Получено слишком много сущностей из Викиданные. Количество загруженных сущностей: 500/500. | Харовский  |
| 357 | Харенское             | деревня     | Получено слишком много сущностей из Викиданные. Количество загруженных сущностей: 500/500. | Харовский  |
| 358 | Харитониха            | деревня     | Получено слишком много сущностей из Викиданные. Количество загруженных сущностей: 500/500. | Харовский  |
| 359 | Харовск               | город       | Получено слишком много сущностей из Викиданные. Количество загруженных сущностей: 500/500. | Харовский  |
| 360 | Хвостиха              | деревня     | Получено слишком много сущностей из Викиданные. Количество загруженных сущностей: 500/500. | Харовский  |
| 361 | Хомок                 | деревня     | Получено слишком много сущностей из Викиданные. Количество загруженных сущностей: 500/500. | Харовский  |
| 362 | Хомутово              | деревня     | Получено слишком много сущностей из Викиданные. Количество загруженных сущностей: 500/500. | Харовский  |
| 363 | Царевская             | деревня     | Получено слишком много сущностей из Викиданные. Количество загруженных сущностей: 500/500. | Харовский  |
| 364 | Цариха                | деревня     | Получено слишком много сущностей из Викиданные. Количество загруженных сущностей: 500/500. | Харовский  |
| 365 | Ципошевская           | деревня     | Получено слишком много сущностей из Викиданные. Количество загруженных сущностей: 500/500. | Харовский  |
| 366 | Черемухово            | деревня     | Получено слишком много сущностей из Викиданные. Количество загруженных сущностей: 500/500. | Харовский  |
| 367 | Чернухино             | деревня     | Получено слишком много сущностей из Викиданные. Количество загруженных сущностей: 500/500. | Харовский  |
| 368 | Чичириха              | деревня     | Получено слишком много сущностей из Викиданные. Количество загруженных сущностей: 500/500. | Харовский  |
| 369 | Чурилово              | деревня     | Получено слишком много сущностей из Викиданные. Количество загруженных сущностей: 500/500. | Харовский  |
| 370 | Шапша                 | село        | Получено слишком много сущностей из Викиданные. Количество загруженных сущностей: 500/500. | Харовский  |
| 371 | Шемякино              | деревня     | Получено слишком много сущностей из Викиданные. Количество загруженных сущностей: 500/500. | Харовский  |
| 372 | Шенурово              | деревня     | Получено слишком много сущностей из Викиданные. Количество загруженных сущностей: 500/500. | Харовский  |
| 373 | Шилыково              | деревня     | Получено слишком много сущностей из Викиданные. Количество загруженных сущностей: 500/500. | Харовский  |
| 374 | Шиханиха              | деревня     | Получено слишком много сущностей из Викиданные. Количество загруженных сущностей: 500/500. | Харовский  |
| 375 | Шутово                | деревня     | Получено слишком много сущностей из Викиданные. Количество загруженных сущностей: 500/500. | Харовский  |
| 376 | Щукинская             | деревня     | Получено слишком много сущностей из Викиданные. Количество загруженных сущностей: 500/500. | Харовский  |
| 377 | Юдинская              | деревня     | Получено слишком много сущностей из Викиданные. Количество загруженных сущностей: 500/500. | Харовский  |
| 378 | Юртинская             | деревня     | Получено слишком много сущностей из Викиданные. Количество загруженных сущностей: 500/500. | Харовский  |
| 379 | Якуниха               | деревня     | Получено слишком много сущностей из Викиданные. Количество загруженных сущностей: 500/500. | Харовский  |
| 380 | Якушево               | деревня     | Получено слишком много сущностей из Викиданные. Количество загруженных сущностей: 500/500. | Харовский  |
| 381 | Яскино                | деревня     | Получено слишком много сущностей из Викиданные. Количество загруженных сущностей: 500/500. | Харовский  |

### Чагодощенский
Время, выделенное для выполнения скриптов, истекло.

### Череповецкий
Время, выделенное для выполнения скриптов, истекло.

### Шекснинский
Время, выделенное для выполнения скриптов, истекло.